# Viggiano
Viggiano è un comune italiano di 3 205 abitanti della provincia di Potenza in Basilicata.
Posto lungo il crinale occidentale dell'alta Val d'Agri nella parte sud-occidentale della regione, è noto per la sua lunga tradizione legata alla musica popolare e, in particolare, alla costruzione di arpe.
Ospita il santuario della Madonna Nera che costituisce uno dei centri di spiritualità di fede mariana più importanti del Mezzogiorno. È altresì noto come luogo di estrazione del petrolio: nel territorio comunale ricade la maggior parte dei pozzi che attingono al giacimento della Val d'Agri, il più grande sito petrolifero sulla terraferma d'Europa.

## Geografia fisica

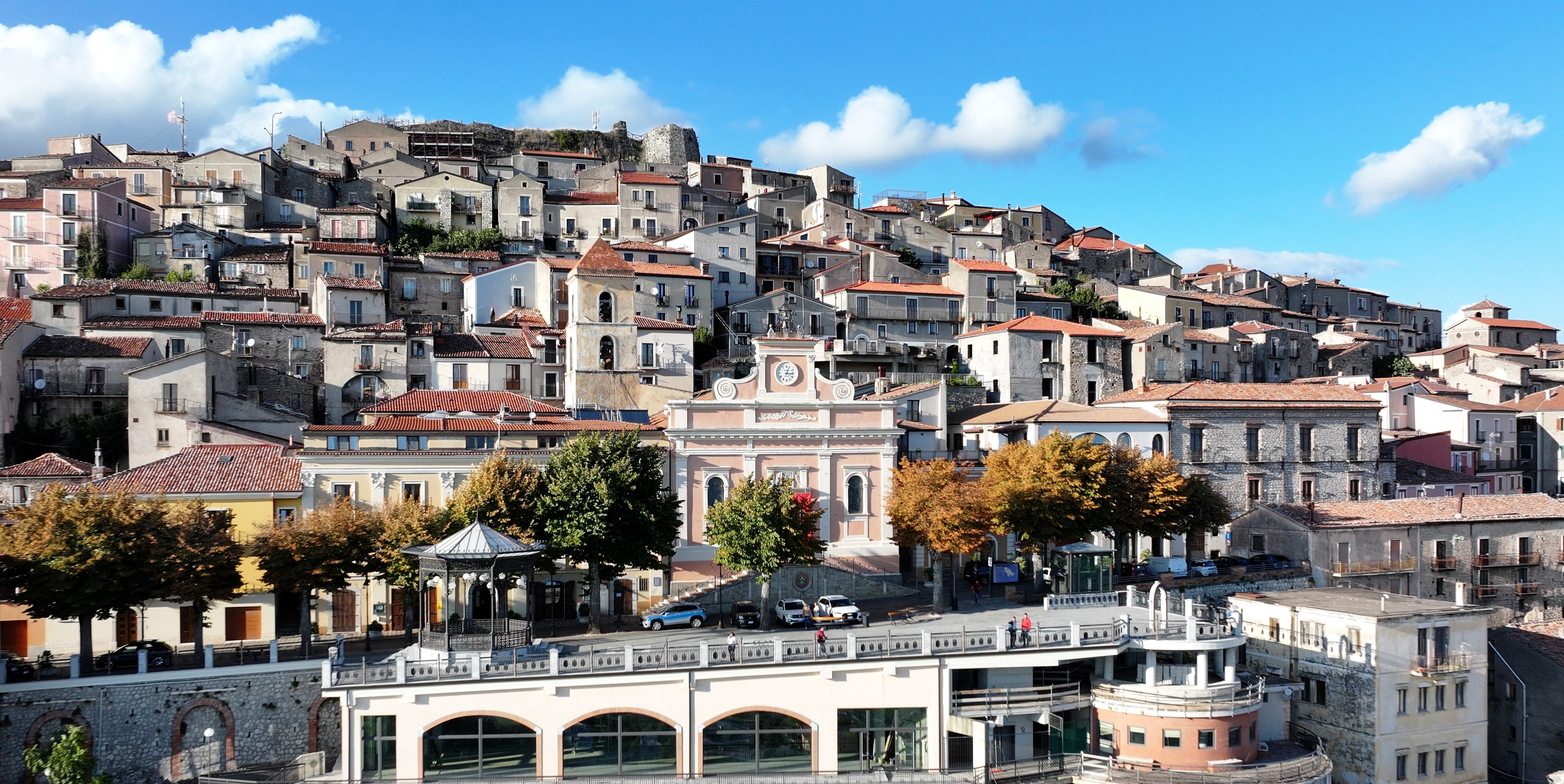
Panoramica Viggiano - piazza Regina delle Genti Lucane

### Geografia fisica
Il territorio del comune, interamente compreso nel Comprensorio Sellata-Volturino-Viggiano e Monti della Maddalena, copre la porzione del crinale orientale dell'alta Val d'Agri compresa nel bacino idrografico dei torrenti Alli e Casale, due affluenti di sinistra del fiume Agri.
L'Alli, sebbene contraddistinto da un regime idrometrico torrentizio che durante la stagione secca lo rende un ruscello, è l'unico corso d'acqua perenne nel territorio del comune. La sua sorgente a quota più elevata sgorga a 1387 m s.l.m. presso la località Fontana dei pastori mentre un'altra fonte anch'essa visitabile si trova a poca distanza dal centro abitato in corrispondenza del punto in cui la strada che porta da Viggiano al Sacro Monte lo scavalca. Lungo il suo corso sono ancora visibili i ruderi dei diversi mulini costruiti nel tempo per sfruttare la forza delle sue acque.
Il torrente Casale è una fiumara dal letto largo e ciottoloso, completamente asciutta durante la stagione secca nonché costellata durante quella piovosa di acquitrini e di sorgenti stagionali, che è posta lungo il versante sud occidentale del monte Sant'Enoc di cui discende le pendici. Nella parte più a monte presenta un letto scosceso ed una valle più stretta ed acclive mentre nel suo corso a valle presenta un andamento a canali intrecciati tipico delle fiumare dell'Italia meridionale.
Il versante meridionale del Sacro Monte di Viggiano, compresa la sua vetta a 1725 m s.l.m. dove è posto il Santuario della Madonna, occupa la porzione settentrionale del territorio del comune e ne costituisce la parte a maggiore quota altimetrica. Lungo le sue pendici si trovano la Stazione sciistica di Viggiano, la Piana di Bonocore e la Fontana dei pastori. Come anche il vicino monte Volturino, di cui è un contrafforte, è ricoperto da estese fustaie ed è facilmente raggiungibile perché ben servito da strade asfaltate e provvisto di punti attrezzati per la sosta turistica.
Nella sua parte orientale, il territorio del comune include anche il Monte Sant'Enoc, altro contrafforte del monte Volturino che si eleva fino a 1476 m s.l.m., i cui crinali acclivi e punteggiati da dirupi, pressoché spopolati nonché quasi completamente ricoperti da boschi cedui sono scarsamente accessibili in ragione della morfologia aspra e dell'assenza di strade. Lungo le sue pendici sono posti la maggior parte dei pozzi petroliferi presenti nel territorio del comune.
I boschi, che complessivamente coprono circa il 35% della superficie totale, sono costituiti prevalentemente da varie specie di cerro (Quercus cerris L., Quercus delechampii, Quercus lanuginosa), farneto e, nei luoghi più umidi, pioppo, salice ed acero. Al di sopra dei 1000 m s.l.m. prevale il faggio a cui si associa, nelle località più umide e fredde, l'abete bianco.
Le zone montane offrono rifugio ad una ricca fauna: il raro lupo appenninico, la volpe, la lepre, il riccio, lo scoiattolo, il daino e il cinghiale; tra i rapaci si annoverano il nibbio (bruno e reale), la poiana, il gheppio.
Il Comune amministra infine la porzione del fondovalle compresa fra il basso corso dell'Alli, quello del Casale ed il greto dell'Agri. Questa zona, quasi completamente coltivata perché irrigua, si presenta come pianeggiante ma inclinata con pendenza omogenea verso il letto del fiume, che in questa parte del suo corso scorre all'estremità occidentale del fondovalle, completamente priva di rilievi e solcata da piccoli canali per lo scolo delle acque piovane.

### Geografia antropica
Viggiano, unico centro abitato del comune, è sito lungo i fianchi scoscesi di due speroni rocciosi di forma grossomodo circolare che insieme costituiscono la sommità di un contrafforte posto sul crinale occidentale del monte Sant'Enoc. Lungo il versante settentrionale di quello maggiore e più orientale sgorga, in località Pisciolo, una sorgente d'acqua perenne di portata sufficiente ai bisogni di una piccola comunità mentre su quello meridionale, ad una quota altimetrica lievemente maggiore, sorge il centro storico del borgo. Sulla sua cima, nel punto più elevato del centro abitato a 1023 m s.l.m., sono visibili i resti del castello medievale in rovina. L'altro sperone, chiamato Le Croci, di altitudine e superficie più modesta, ha la vetta coperta da una pineta e ospita sul versante meridionale l'omonimo rione e il cimitero del paese.
L'unica frazione del comune è la sua area industriale, posta nel fondovalle alla confluenza del torrente Casale con l'Agri ed al confine con il comune di Grumento Nova, dove hanno sede il centro oli e la maggior parte delle attività industriali del paese.
Il popolamento delle aree rurali è fortemente influenzato dalla quota altimetrica. 
Nel fondovalle, quasi completamente coltivato poiché pianeggiante e irriguo, un reticolo fitto e regolare di fattorie punteggia l'intera campagna. Le poche masserie presenti hanno dimensioni modeste e nessun pregio artistico mentre le case coloniche, quando antiche, assumono la forma di edifici in pietra ad uno o due piani caratterizzati da una pianta rettangolare, sovente provvisti di un porticato lungo il lato su cui si apre l'ingresso principale e forniti sovente di una torre colombaria a pianta quadrata. 
Lungo i crinali delle valli dell'Alli e del Casale, ad una quota altimetrica compresa fra quella del fondovalle e i circa 1000 m s.l.m. del centro abitato, il popolamento è comunque regolare ma meno denso con vigneti ed uliveti che si alternano a coltivazioni erbacee e boschi cedui mentre sono rari i terreni sfruttati come pascoli. Nel paesaggio rurale mancano completamente le masserie mentre le case coloniche presentano caratteristiche simili a quelle più a valle ma con ancor minori dimensioni e pregio artistico. 
Oltre i 1000 m s.l.m.. il popolamento è ovunque molto scarso quando non del tutto assente e il panorama rurale è dominato dai pascoli e dai boschi, cedui a quote inferiori e ad alto fusto a quelle più elevate, con rare coltivazioni erbacee riservate ai terreni meno acclivi e meglio esposti. La densità della popolazione, comunque molto bassa, decresce rapidamente all'aumentare dell'altitudine e diviene trascurabile oltre i 1300 m s.l.m.. L'attività economica prevalente è la stabulazione di ovini, bovini ed equini oppure il loro allevamento allo stato brado.
Il territorio del comune è interamente compreso nel Parco nazionale dell'Appennino Lucano Val d'Agri Lagonegrese e nella comunità montana Alto Agri.

### Clima

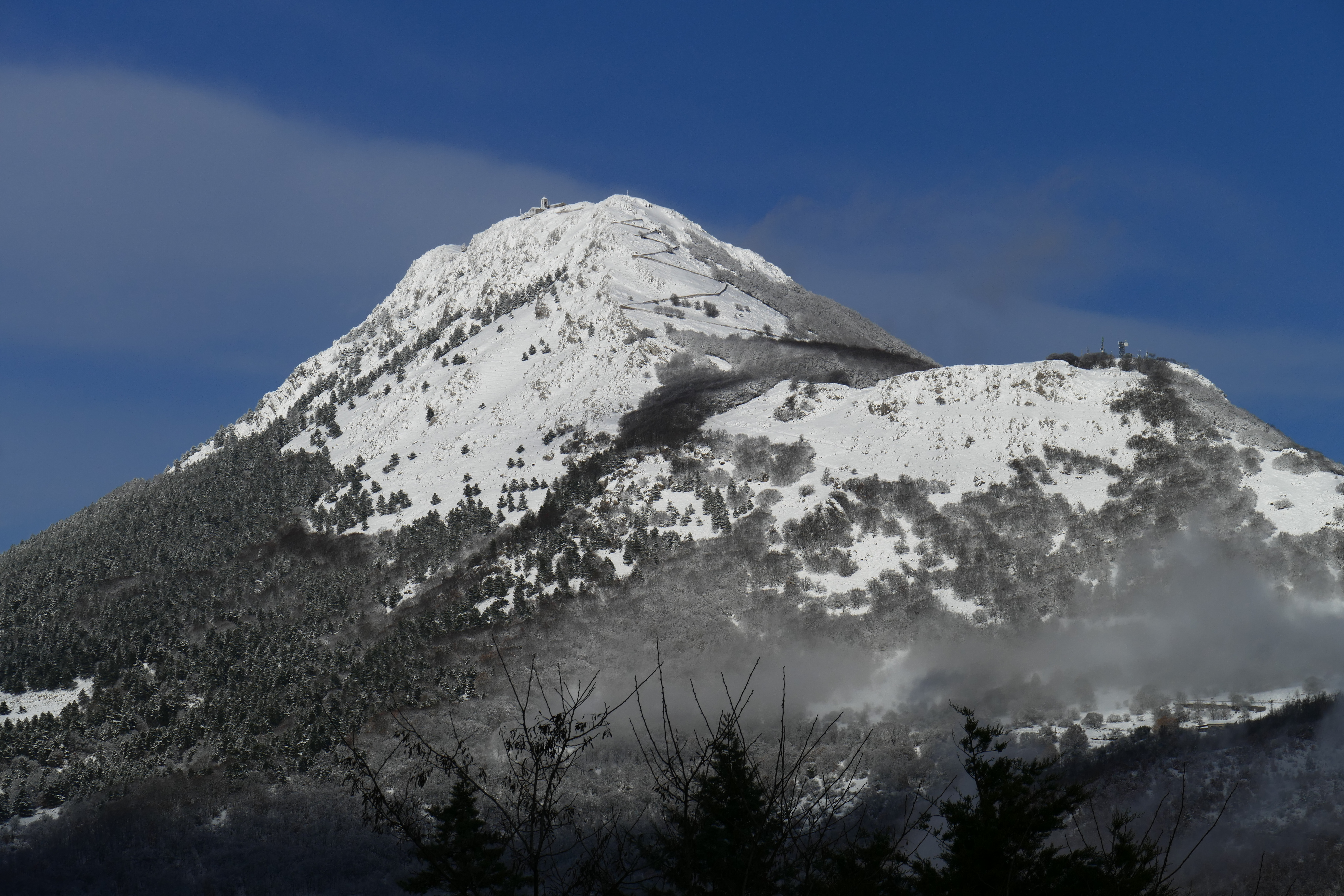
Monte di Viggiano innevato

Come tutti i comuni situati entro una conca intermontana appenninica, quale è l'alta Val d'Agri, Viggiano ha un clima continentale contraddistinto da inverni freddi e ventosi e da estati calde e siccitose perché meno esposto all'influenza marina. Le precipitazioni sono abbondanti nelle zone montane, dove raggiungono i 1500 mm annui, ma decrescono rapidamente con il diminuire dell'altitudine. La stagione secca di norma ha inizio alla metà di luglio e termine entro la prima metà di settembre ma negli anni siccitosi può protrarsi dalla metà di giugno ai primi di ottobre. Durante questa stagione ad un'altitudine inferiore ai 1200 m s.l.m. le precipitazioni sono saltuarie ed hanno carattere prevalente di piovaschi mentre a quote maggiori possono verificarsi talvolta rovesci e di quando in quando temporali anche violenti. Durante questo periodo il rischio di incendi è elevato su tutto il territorio del comune con conseguente divieto di accendere fuochi a terra.
Dalla metà di ottobre alla fine di maggio la pioggia è un fenomeno frequente, il terreno resta in permanenza fangoso e nelle zone montane è perciò possibile la formazione di pozzanghere anche estese con conseguente rischio di immelmamento. Nelle zone più acclivi sono anche possibili in occasione delle piogge smottamenti o modeste frane che possono coinvolgere anche la sede stradale limitando così la circolazione. Il rischio di allagamenti è comunque in tutte le stagioni molto scarso e confinato alle golene, peraltro modeste per superficie e scarsamente popolate, dei torrenti Alli e Casale. In questa stagione sono comuni foschie anche dense al mattino nonché possibili banchi di nebbia anche molto fitta soprattutto durante le ore notturne.
L'innevamento è del tutto assente fra l'inizio di giugno e la fine di ottobre sull'intero territorio del comune. Possono saltuariamente verificarsi nevicate di breve durata e scarsa intensità durante i mesi di maggio e novembre soprattutto nelle zone montane ad un'altitudine superiore ai 1200 m s.l.m.. Gran parte delle precipitazioni nevose sono concentrate nei mesi di gennaio e febbraio anche se le nevicate restano un fenomeno comunque saltuario ad un'altitudine inferiore ai 1200 m s.l.m. e raro a quote maggiori. In montagna, durante l'inverno possono verificarsi tempeste di vento o di pioggia talvolta di lunga durata e più saltuariamente anche tormente.
Durante l'inverno sono frequenti le gelate, più intense in montagna, con conseguente estesa formazione di brina che può persistere anche per molte ore dopo l'alba nei punti non battuti dal sole. Nei mesi di gennaio e febbraio e solo ad un'altitudine superiore ai 1200 m s.l.m. il terreno può risultare in permanenza ghiacciato nelle zone affacciate a settentrione che non sono esposte alla luce solare diretta.
All'interno del territorio è presente una stazione meteorologica privata, posta ad un'altitudine di 840 m s.l.m., che fornisce informazioni sullo stato del clima.
L'intero territorio del comune appartiene alla classe climatica E con 2683 gradi giorno.

## Storia

### Preistoria
In località Porcili, un'area pianeggiante posta a meridione dell'altura su cui sorge il moderno centro abitato e lambita dal corso del torrente Alli, sorgeva un esteso insediamento umano durante la fase iniziale del Neolitico Recente databile alla seconda metà del IV millennio a.C. A poca distanza è stata poi scoperta una necropoli risalente all'età del bronzo, probabilmente costruita lungo il corso di un antico tratturo e composta da una serie di tombe ciascuna articolata in una sepoltura principale ricoperta da cumulo di terra e da un numero variabile di piccoli tumuli disposti a semicerchio intorno ad essa..
In località Masseria Maglianese, nella parte sud occidentale del territorio comunale, è stata poi ritrovata la porzione meridionale di una capanna risalente alla fine dell'età del bronzo, probabilmente un magazzino utilizzato anche come ricovero temporaneo durante la transumanza. L'edificio presentava un'organizzazione funzionale dello spazio interno trovandosi concentrati nella sua parte orientale una serie di grandi contenitori interrati utilizzati come depositi di bevande mentre quella occidentale era deputata alla conservazione delle derrate solide..
A partire dalla metà del IV secolo a.C. e fino alla definitiva conquista romana, avvenuta alla metà del III secolo a.C., sulle alture che dominano la Val d'Agri si sviluppò una fitta rete di fattorie rurali a cui talvolta erano associate delle piccole necropoli utilizzate per la sepoltura degli abitanti. L'attività economica prevalente era lo sfruttamento intensivo del territorio con l'impianto di colture specializzate, come la vite e l'olivo, affiancato dalla coltivazione delle graminacee dove possibile. I resti di una di queste fattorie, dalla superficie complessiva di 750 m² ed edificata tra la metà del IV e il corso del III secolo a.C., sono stati scavati nelle località Serrone di Viggiano, su un'altura posta a controllo di un ampio tratto della valle e di un sistema di tratturi. Nelle vicinanze è stata poi individuata anche un'estesa necropoli di epoca ellenistica in cattivo stato di conservazione. Infine, i resti di un edificio monumentale risalente al IV secolo a.C. e costituito da un grande fabbricato in pietra provvisto di un cortile lastricato centrale e di una serie di vani disposti lungo tre suoi lati sono stati scoperti in località Masseria Nigro, sul versante sinistro della valle del fiume Agri in posizione simmetrica a quella dell'antico abitato di Grumentum.

### Antichità
In epoca romana, il territorio, completamente privo di centri abitati, costituiva un sobborgo rurale della vicina Grumentum ed era contraddistinto da una popolazione nel complesso molto scarsa per numero anche nella pianura del fondovalle e dedita esclusivamente all'agricoltura. Non sono state trovate tracce di popolamento stanziale oltre i 1000 m s.l.m..
Un autore locale dell'inizio del Novecento racconta che fossero allora visibili, tre miglia a valle del centro urbano, i resti di un'estesa villa romana d'epoca imperiale fornita di un grande vano ottagonale e di una stanza circolare ricca di mosaici e di affreschi, di cui non resta traccia.
Lungo il medio corso del torrente Alli, nel luogo dove lo scavalca la strada che collega Viggiano con il santuario della Madonna e presso una sorgente, sorgeva un mulino, come dimostrato dal ritrovamento in loco dell'iscrizione sepolcrale di un mugnaio, e forse una piccola comunità rurale.

### Medioevo
Due comunità monastiche di rito greco in epoca bizantina si insediarono nei dintorni del centro abitato. 
In contrada Santa Barbara, sulla vetta di uno sperone roccioso a picco sul torrente Casale, sorse, probabilmente nell'VIII secolo ad opera di monaci basiliani in fuga dalla Sicilia, all'epoca era occupata dai Saraceni, il monastero di S. Maria della Pietra di cui restano le rovine della chiesa conventuale rimaneggiata nel XIII secolo in stile gotico e divenute liberamente visitabili.
In contrada Cirillo, lungo il corso dell'Alli ed in prossimità della località chiamata Rupi Rosse, fu eretto il Theotokòs di Atzopan del quale non restano tracce.
Con i Normanni, il borgo fu posseduto da Guglielmo de Tiville e successivamente nel 1167 da Berengario de Giso, già Signore di Sarconi e Perticara.
Forse già centro abitato in epoca longobarda, Viggiano fu incastellato al più tardi nel 1239 quando compare nel Regestum, un elenco di feudatari di Federico II. Durante il periodo angioino è assegnato a Bernardo della Baume, giustiziere di Basilicata e milite di Carlo I d'Angiò.

### Epoca Moderna
Nel XIV secolo è feudo di Giovanni Pipino, poi di Roberto Sanseverino quindi a partire dal 1467 della famiglia Dentice. Nel 1630 Luigi Dentice è costretto a venderlo a Giovanni Battista Sangro, che ottiene, nel 1638, il titolo di Principe di Viggiano.
Nel 1736, la relazione Gaudioso riporta che le condizioni economiche di Viggiano fossero al tempo relativamente floride se comparate con quelle dei paesi vicini. Intorno al 1745, Giuseppe Antonini riferisce come i campi intorno al paese fossero prosperi e che molti viggianesi si dedicassero già allora al suono dell'arpa.
Teatro nel 1806 di una rivolta in favore dei Borbone repressa con la fucilazione di 57 civili da parte delle truppe francesi al seguito di Gioacchino Murat, conobbe un certo benessere negli anni della Restaurazione come testimoniato dal rapido sviluppo edilizio che il paese conobbe in quegli anni.
Quasi integralmente distrutto dal terremoto della Basilicata del 1857, fu negli anni seguenti ricostruito preservando l'impianto urbanistico originario.

### Dall'Unità d'Italia in poi

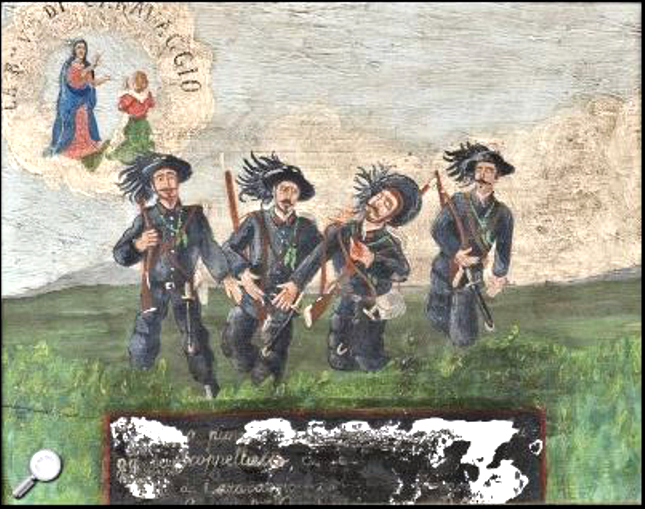
Ex voto di bersagliere ferito dal brigante "Scoppettiello” (Giuseppe Miglionico) di Viggiano, ma scampato alla morte, dedicato alla Madonna di Caravaggio

Poco dopo l'unità d'Italia e con l'esplosione del brigantaggio postunitario, si distinse la banda del brigante viggianese Giuseppe Miglionico detto Scopettiello, che agì prevalentemente nella Val d'Agri. Miglionico fu ucciso il 28 dicembre 1868 da un suo manutengolo, Francesco Palumbo, che gli sparò alle spalle mentre il brigante era ospite nella sua abitazione e stava scrivendo una lettera al sindaco di Viggiano per ottenere un passaporto per l'estero.
A partire dagli ultimi anni dell'Ottocento, Viggiano è stato investito da un esteso movimento migratorio verso l'America, l'Australia ed il Sudafrica che nei quarant'anni compresi fra il 1881 ed il 1921 ne ha ridotto la popolazione (dai 6188 abitanti del 1881 ai 3777 del 1921).
Nel 1889 venne fondata una banca denominata "Banca Mutua Popolare di Viggiano". Secondo la statistica ufficiale disposta nel 1893 dal Ministero dell'Agricoltura, la suddetta banca risultava una delle più importanti della Basilicata, collocandosi, su un totale di trentuno istituti presenti, al quinto posto per patrimonio sociale (113.700 lire) al settimo per numero di azioni (2.274), al diciottesimo per numero di soci (241). Il suo operato durò soltanto due decenni, a causa dell'alto numero di morosi che si erano resi irreperibili con l'emigrazione all'estero.
Nel primo decennio del Novecento, in contemporanea all'apertura della locale sezione socialista "Edmondo De Amicis", a Viggiano iniziò la pubblicazione de "Il Ribelle", periodico quindicinale socialista (tra i redattori compare anche Nicola Basile, scrittore e politico Viggianese).
Viggiano fu interessata dal terremoto dell'Irpinia del 1980, che causò danni gravi al centro storico.
Dal 1996 è iniziato lo sfruttamento petrolifero sul territorio comunale da parte dell'Eni, con la costruzione di 42 pozzi d'estrazione e del centro oli, dove avviene una prima fase di raffinazione del greggio.

## Monumenti e luoghi d'interesse

### Architetture religiose

#### Chiesa madre

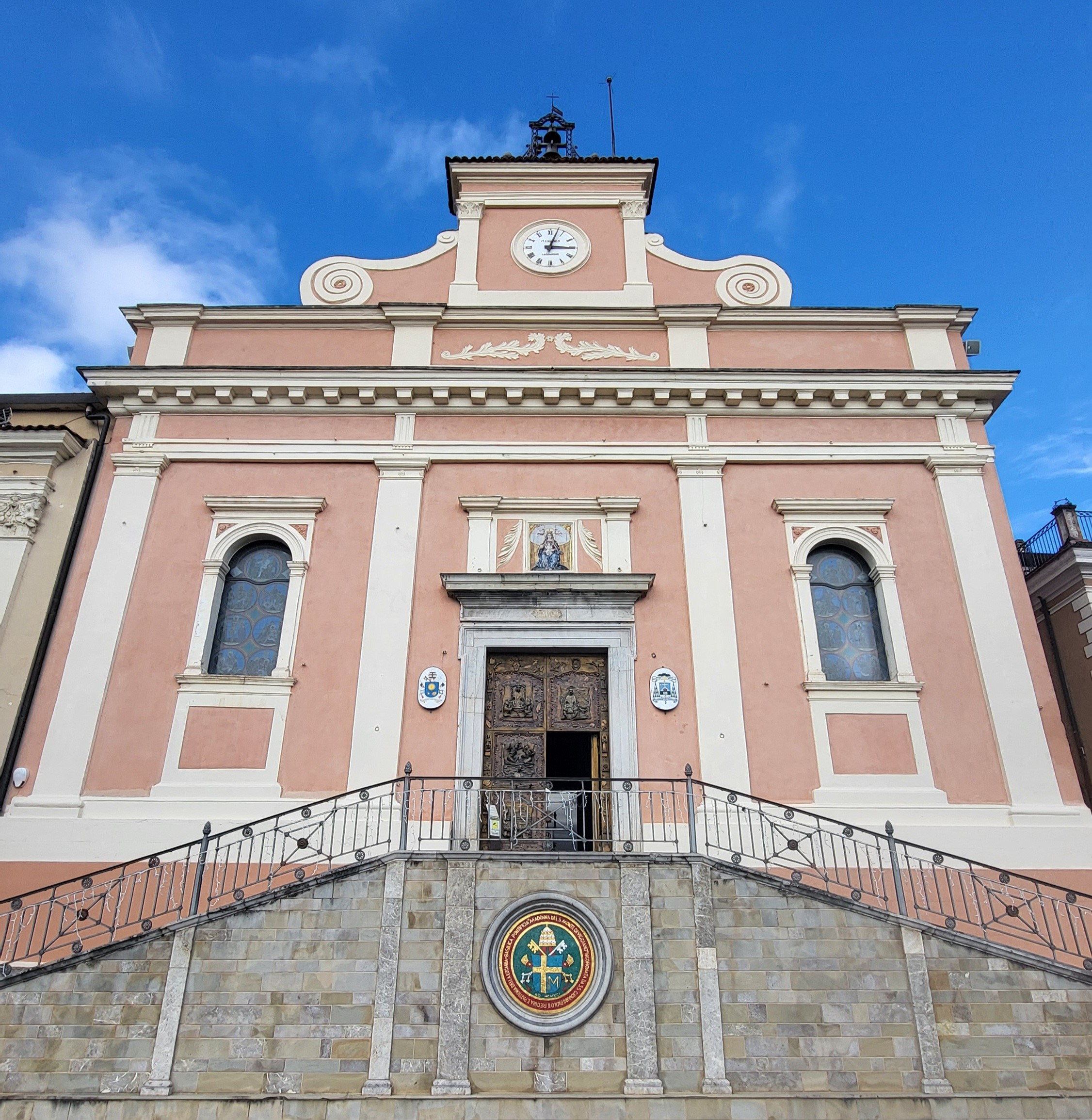
Facciata della chiesa madre di Viggiano, Basilica dal 1956

Ricostruita nel 1735 in stile tardo barocco dopo che la precedente costruzione, forse quattrocentesca, era stata rasa al suolo dal terremoto del 1673 quindi più volte rimaneggiata nel corso dell'Ottocento, conserva al suo interno una volta decorata a cassettoni risalente al 1854, due bassorilievi di Jacopo Della Pila raffiguranti l'uno una Madonna con Bambino e l'altro San Giovanni Apostolo ed Evangelista, un crocifisso ligneo quattrocentesco oltre a numerosi quadri di pittori lucani del Settecento. Basilica minore dal 1956, dalla prima domenica di settembre alla prima di maggio ospita la statua della Madonna di Viggiano.

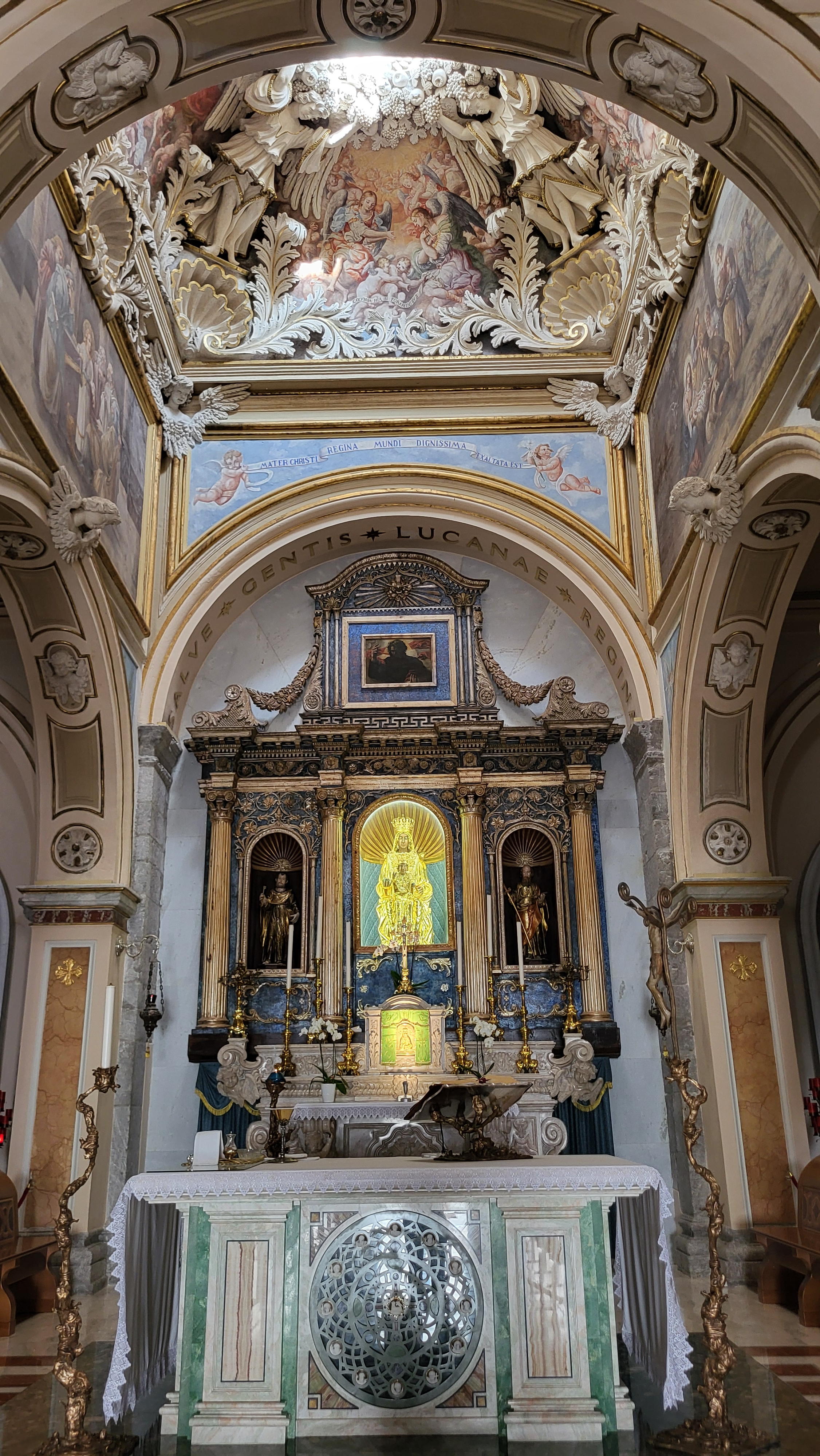
Basilica Pontificia Minore di Viggiano

#### Convento di Sant'Antonio
Anticamente chiamato Convento di Santa Maria del Gesù ed ubicato alla periferia del centro abitato, fu fondato nel 1478 dall'Ordine dei Frati Minori francescani, completamente ricostruito nel 1646 quindi sottoposto ad estesi rimaneggiamenti nel corso del XVIII secolo. La chiesa conventuale, a navata singola e volta a botte, edificata fra il 1542 ed il 1546 e successivamente varie volte modificata, conserva un pregevole coro ligneo settecentesco. Dal 1873 al 1895 adibito a convitto, divenne a partire dal 1900 sede della locale Compagnia dei Carabinieri. Ad eccezione della chiesa, che seguita a essere utilizzata a fini liturgici, è per la parte restante adibito a sede dell'Eni e del Museo delle Tradizioni Popolari.

#### Santuario

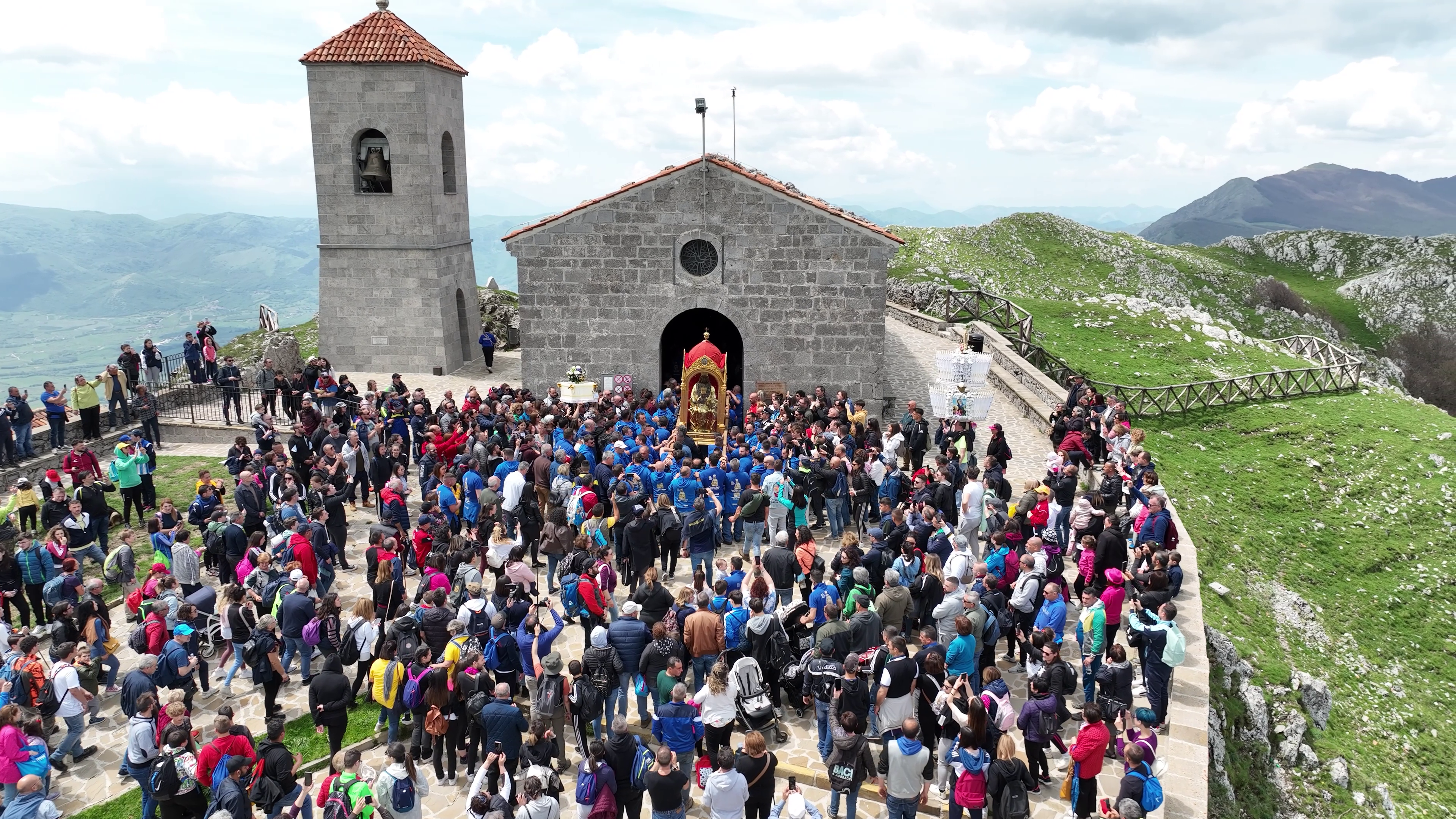
Santuario del Monte di Viggiano

Edificio forse cinquecentesco costruito sulla cima del Sacro Monte a 1725 m s.l.m. e raggiungibile solo a piedi percorrendo un sentiero selciato piuttosto ripido di circa 2 km di lunghezza, ospita da maggio a settembre la Madonna di Viggiano. Dalla prima domenica di maggio fino alla prima di settembre, il Santuario è aperto tutti i giorni dall'alba al tramonto e durante la notte il percorso pedonale che lo collega alla Piana di Bonocore è illuminato. Durante l'orario di apertura è in funzione, adiacente al Santuario, un piccolo rifugio fornito di acqua potabile gratuita e di riparo in caso di pioggia.

#### Chiesa di San Benedetto
Costruita nel 1561 lungo l'omonima strada ai piedi del castello, presenta una facciata dalle linee molto semplici, con un portale in legno, timpano triangolare e una coppia di finestre simmetriche e circolari.

### Architetture civili

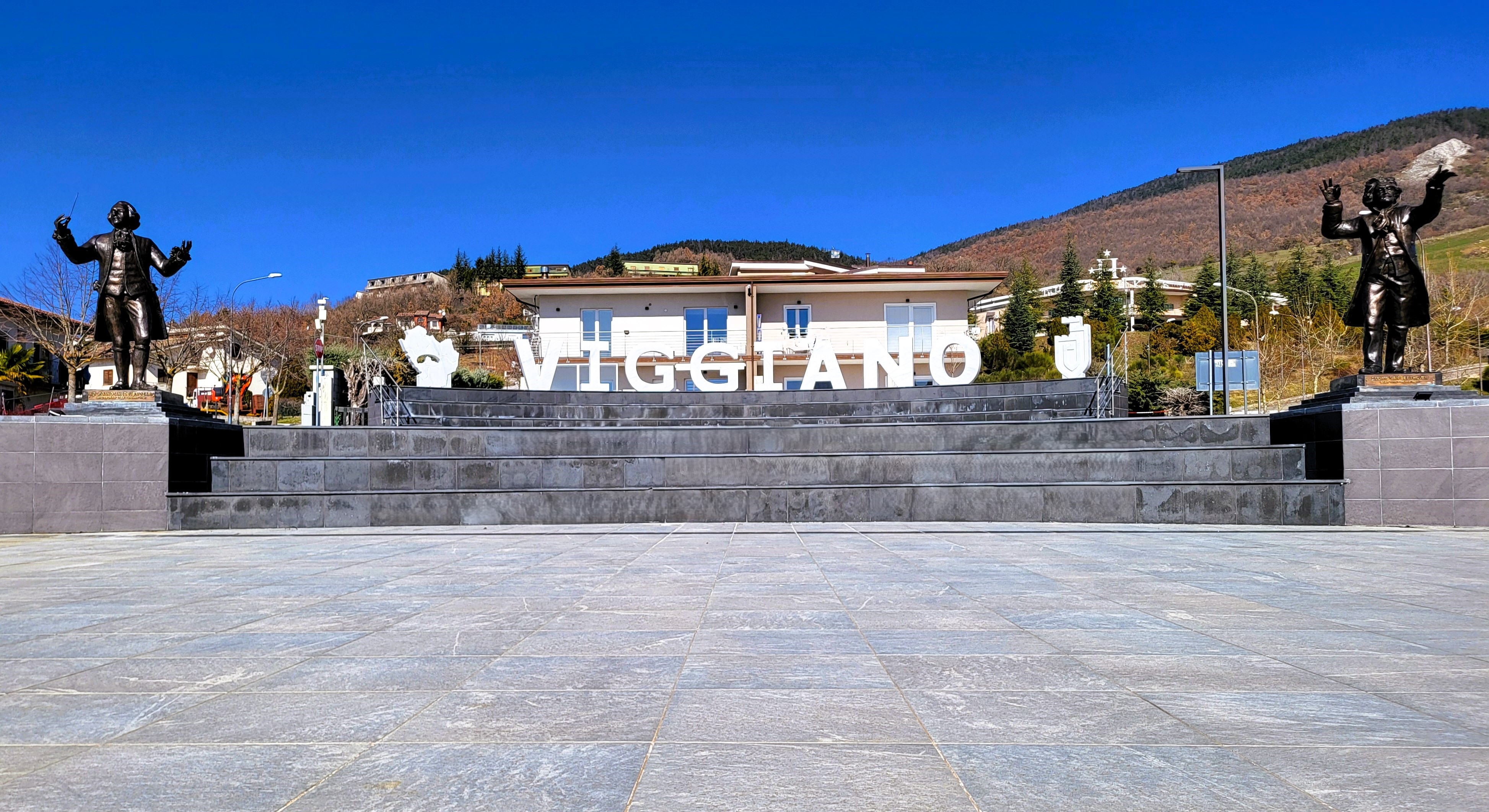
scritta Viggiano in piazza San Giovanni XXIII

#### Castello
Costruito a 1023 m s.l.m. sulla cima del maggiore fra i due colli che racchiudono Viggiano, certamente anteriore al 1239, fu poi rimaneggiato in epoca angioina. Gravemente danneggiato dal terremoto del 1857, se ne sono conservati solo alcuni tratti delle mura e parti significative delle torri angolari. Aveva in origine tre torri circolari di cui resta traccia nello stemma del comune. Conserva sul muro di levante un marmo simboleggiante Mitra. I ruderi sono liberamente visitabili.

#### La villa del marchese

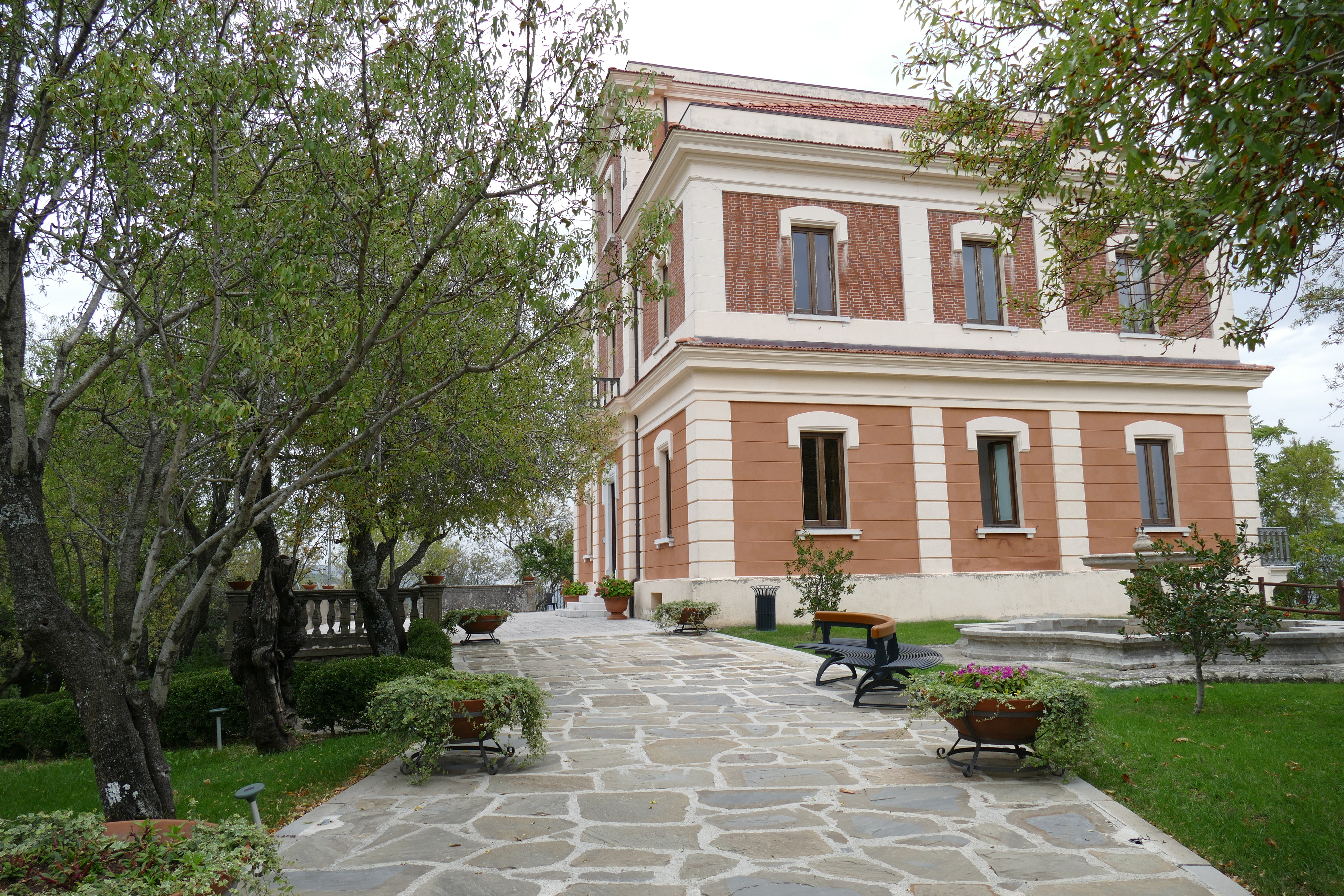
Villa del Marchese Sanfelice

Nei pressi del centro abitato si trova una struttura risalente agli ultimi decenni dell’ottocento: la villa del marchese Sanfelice di Monteforte. Quest’ultimo, principe di Viggiano nel 1891, abitò la villa commissionata da Tommaso di Savoia ad Augusto Ghidini ancora prima del suo completamento, avvenuto poi nel 1869. Situata in via Gramsci è affiancata dal campo sportivo e da un centro natatorio; la stessa villa, dopo esser stata ristrutturata dal comune di Viggiano, è diventata la sede del conservatorio Gesualdo da Venosa e della scuola d’arpa popolare viggianese. La villa situata a circa 1400 metri s.l.m.

#### Archi e portali
Nelle vie del centro storico, che seguono l’orografia del territorio, è possibile osservare archi antichi e vicoli collegati con scale e sottopassi. Sui portali di alcune case e nelle chiavi di volta degli archi vi sono bassorilievi raffiguranti piccole arpe datate dal 1858 al 1882, spesso accompagnate da altri strumenti a corda. Le pietre provengono dall’argine del torrente Alli.

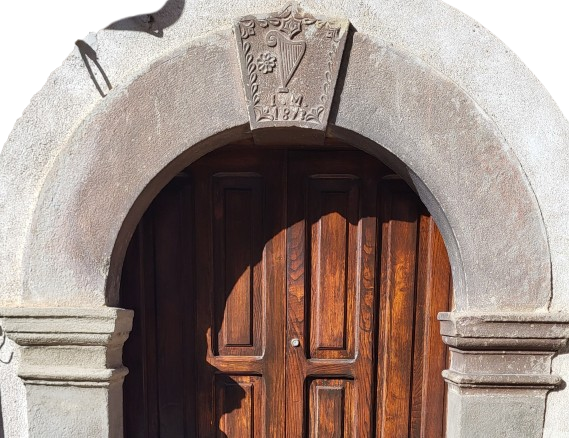
Portale nel centro storico di Viggiano

#### Piazza Regina delle Genti Lucane

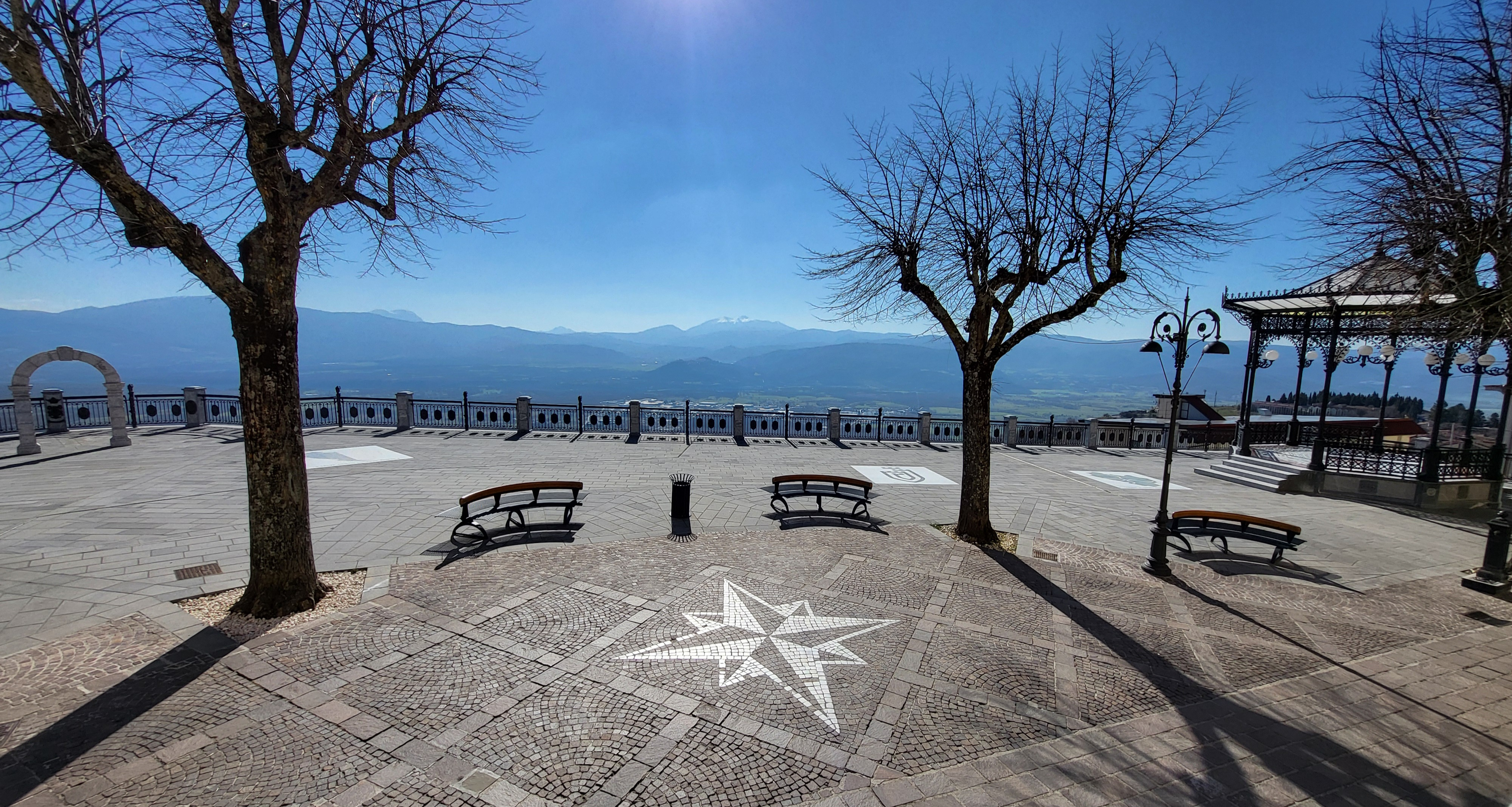
Piazza Regina delle Genti Lucane

Antistante il municipio e la basilica, accoglie un ciclo di bassorilievi bronzei con gli stemmi civici dei 131 comuni lucani, un portale in marmo e altre opere sempre in marmo e bronzo che rimandano alla tradizione musicale viggianese, oltre a una cassa armonica in ferro.

#### Piazza San Giovanni XXIII

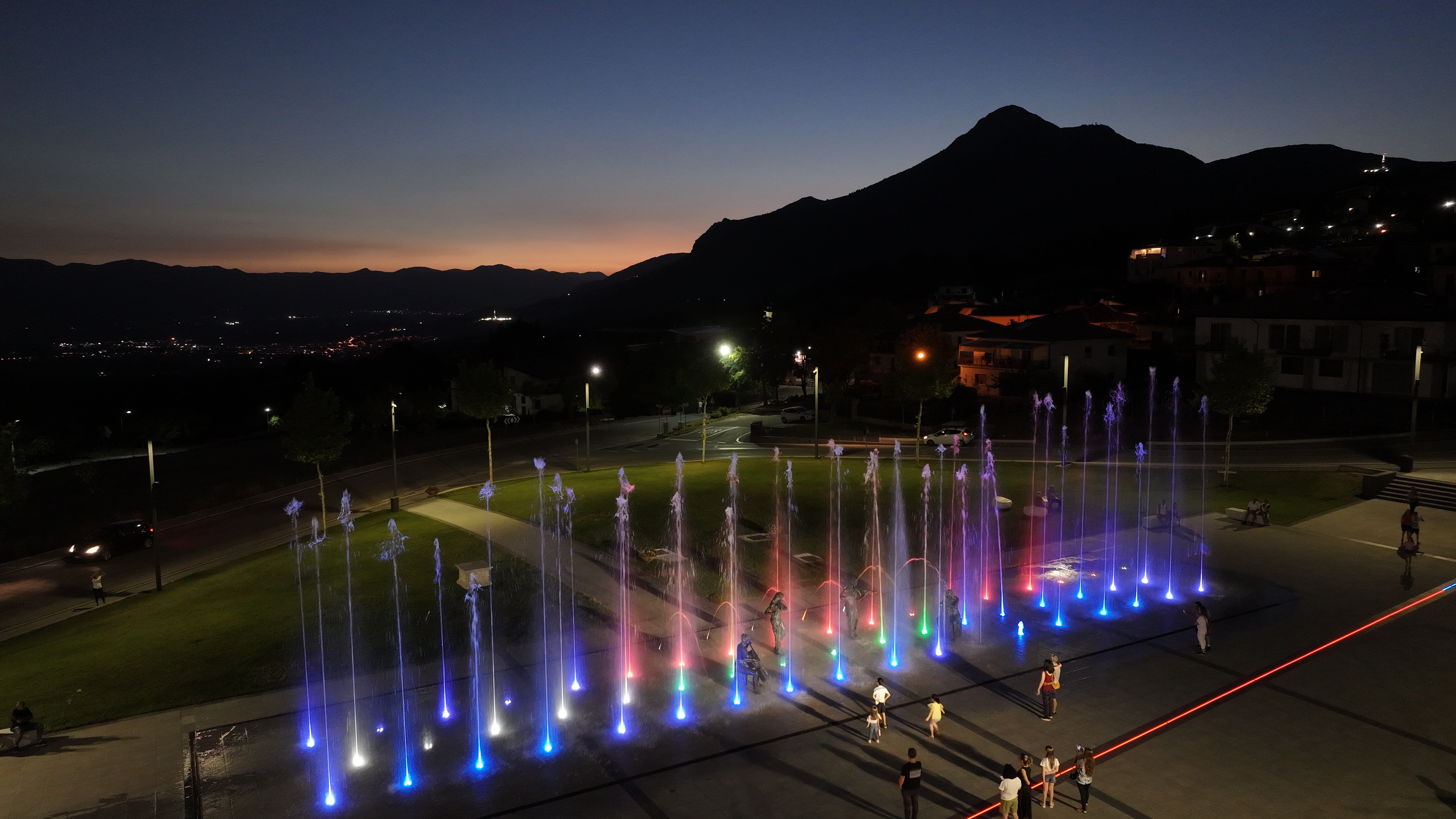
Spettacolo delle Fontane della musica con Monte di Viggiano

La piazza, modellata a forma di arpa, accoglie l'installazione delle "fontane danzanti", con giochi d'acqua e luci colorate, e vari monumenti: il "Monumento ai Portatori della Madonna" (inaugurata nel 2016 alla presenza del vescovo Georg Gänswein, celebra l'annuale processione della "Vergine che scende dal monte"), le quattro statue delle suonatrici (violino, violoncello, flauto e arpa) e la "colonna del viggianese nel mondo" (che omaggia la storia locale e l'emigrazione dei viggianesi in altre parti del mondo).

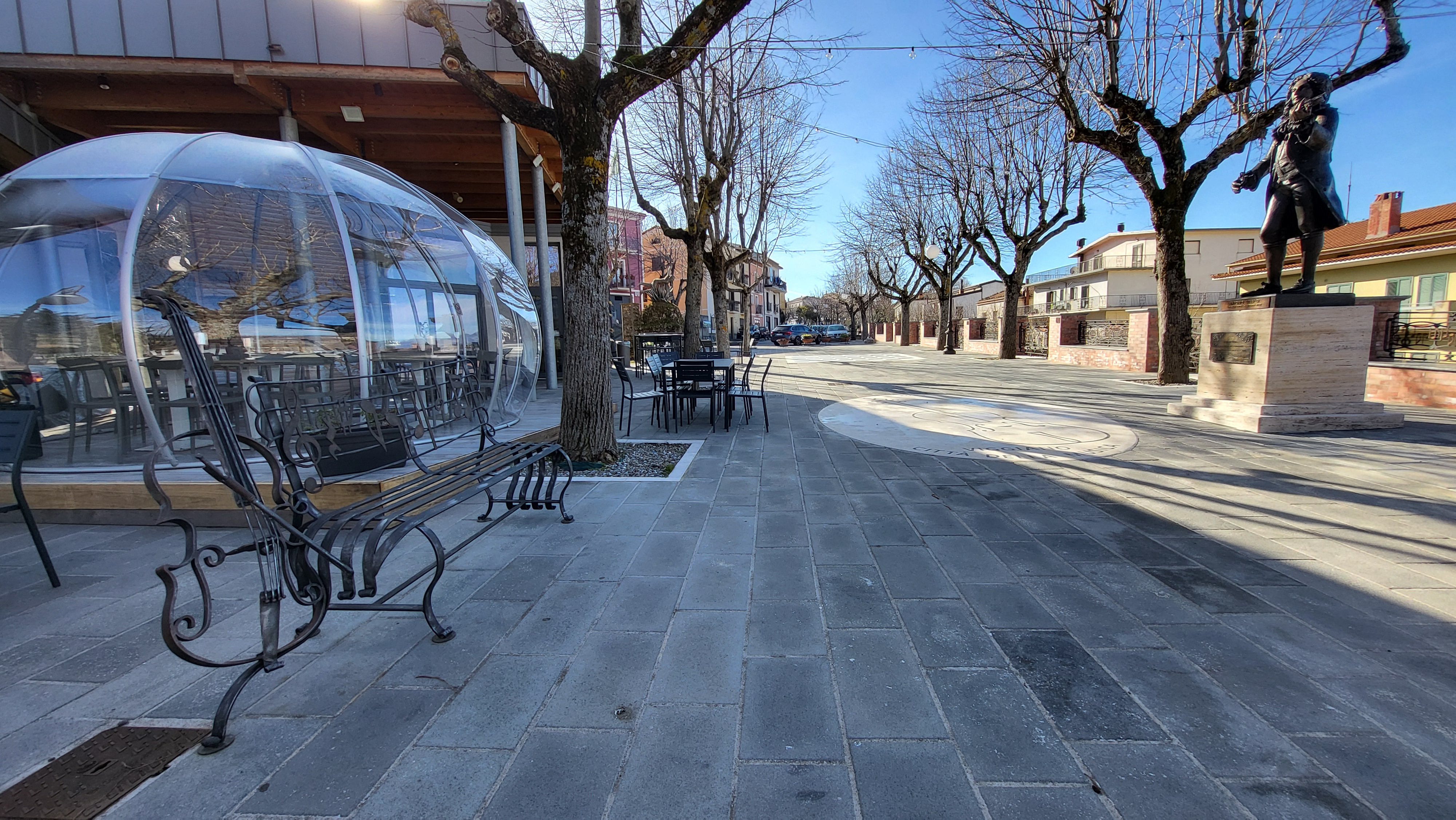
Belvedere Vivaldi

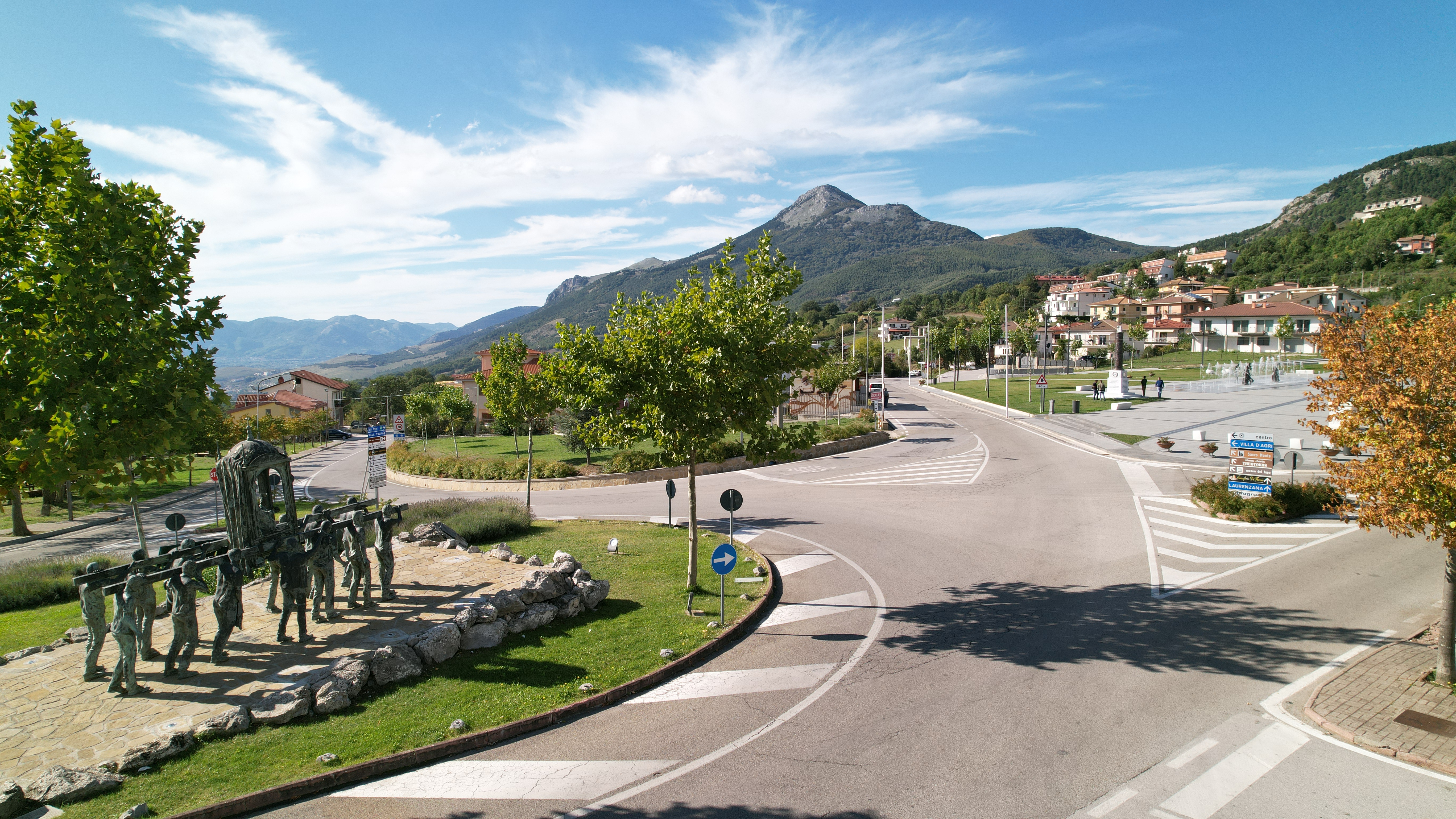
Piazza San Giovanni XXIII con il monumento ai Portatori della Madonna

Un punto storico nel centro urbano in località Pisciolo, con un recente restyling architettonico e scenografico, che ha visto l'installazione della balaustra della musica, di una scacchiera e della statua del Compositore italiano Antonio Vivaldi.

### Aree naturali

#### Antico Tratturo della Madonna Nera
Inaugurata ad agosto 2021 in località Alli, è il punto d'inizio del sentiero verso il sacro monte, sede estiva della Madonna Nera. La zona di interesse paesaggistica e turistica si è anche dotata di un'area attrezzata per i visitatori e di una panchina denominata del "Gigante". 

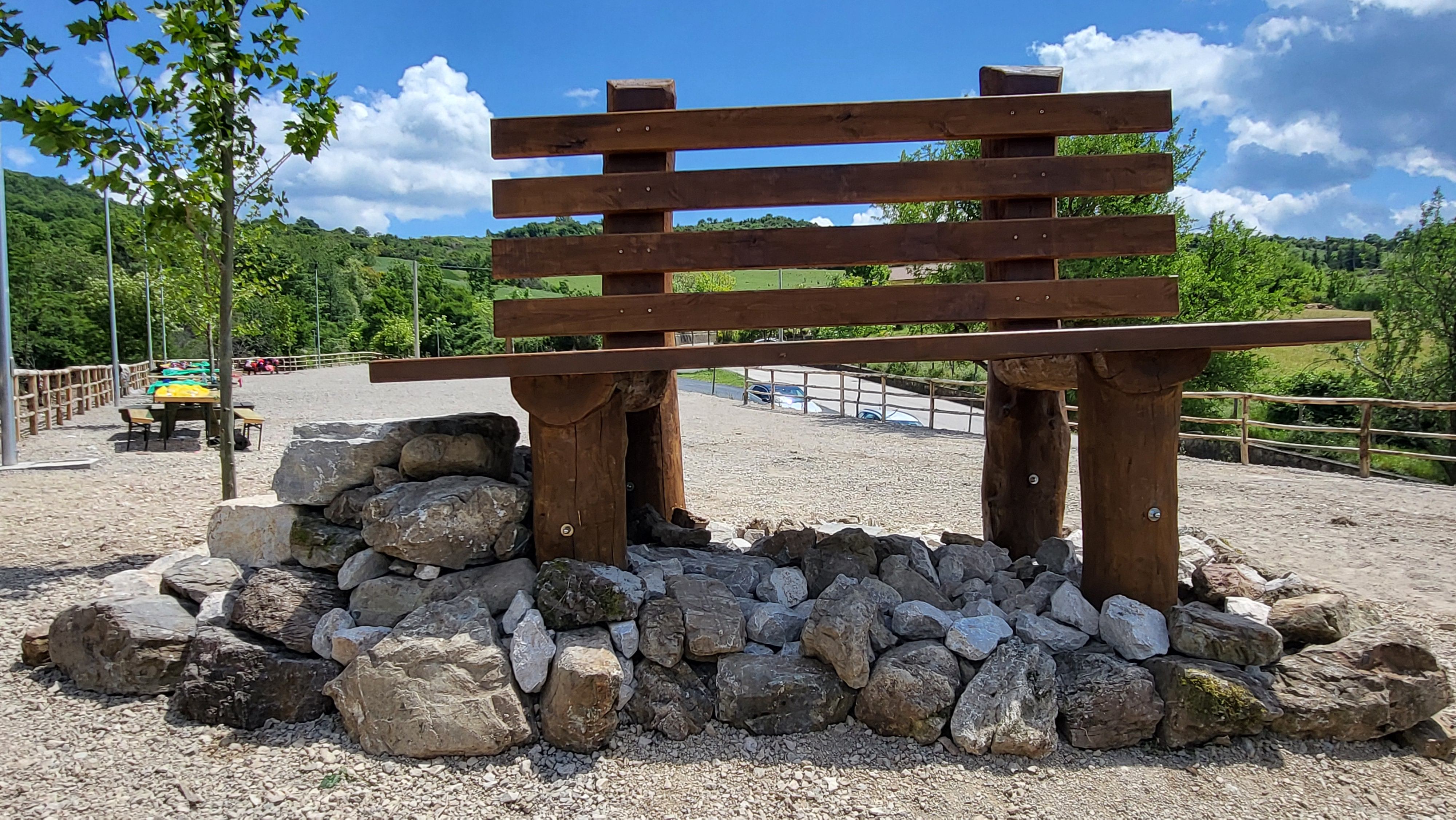
Panchina del Gigante in località Alli

#### Fontana dei pastori
Posta a 1387 m s.l.m. lungo il versante meridionale del sacro monte, a circa 6 km dal centro abitato ed al confine con il comune di Calvello, consiste in una fonte d'acqua potabile immersa in una faggeta ad alto fusto da cui si dipartono diversi sentieri. Durante l'estate è in funzione un maneggio. Vi ha sede anche il museo del lupo.

#### Stazione sciistica di Viggiano

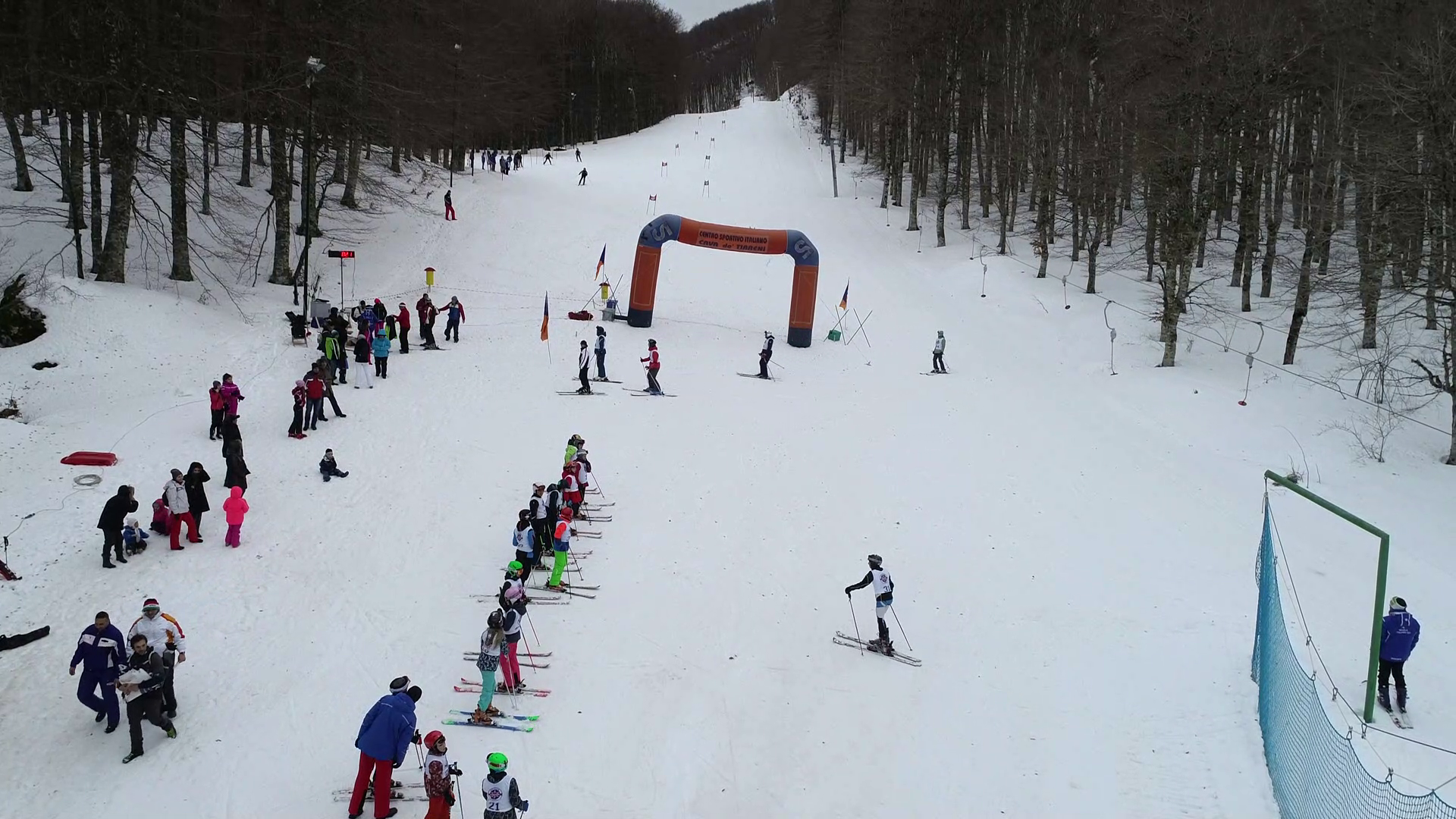
Impianto sciistico sulla montagna Grande di Viggiano

Situata ad un'altezza di 1410 m s.l.m. lungo la strada che dal centro abitato conduce al santuario e a poca distanza dalla fontana dei pastori, è dotata di tre piste per lo sci alpino servite da due sciovie a da un tappeto trasportatore, tutte dotate di illuminazione notturna, nonché di un tracciato ad anello per lo sci di fondo della lunghezza di 3 km.

#### Piana di Bonocore
Pianoro all'inizio del percorso pedonale che conduce al santuario della Madonna di Viggiano, ospita un'area di parcheggio fornita di una fontana d'acqua non controllata. Da qui si diparte un sentiero che conduce a Viggiano attraverso un percorso alternativo a quello della strada asfaltata e completamente immerso nei boschi. È il punto più alto del sacro monte raggiunto dalla pubblica via.

## Società

### Evoluzione demografica
Abitanti censiti

### Tradizioni e folclore

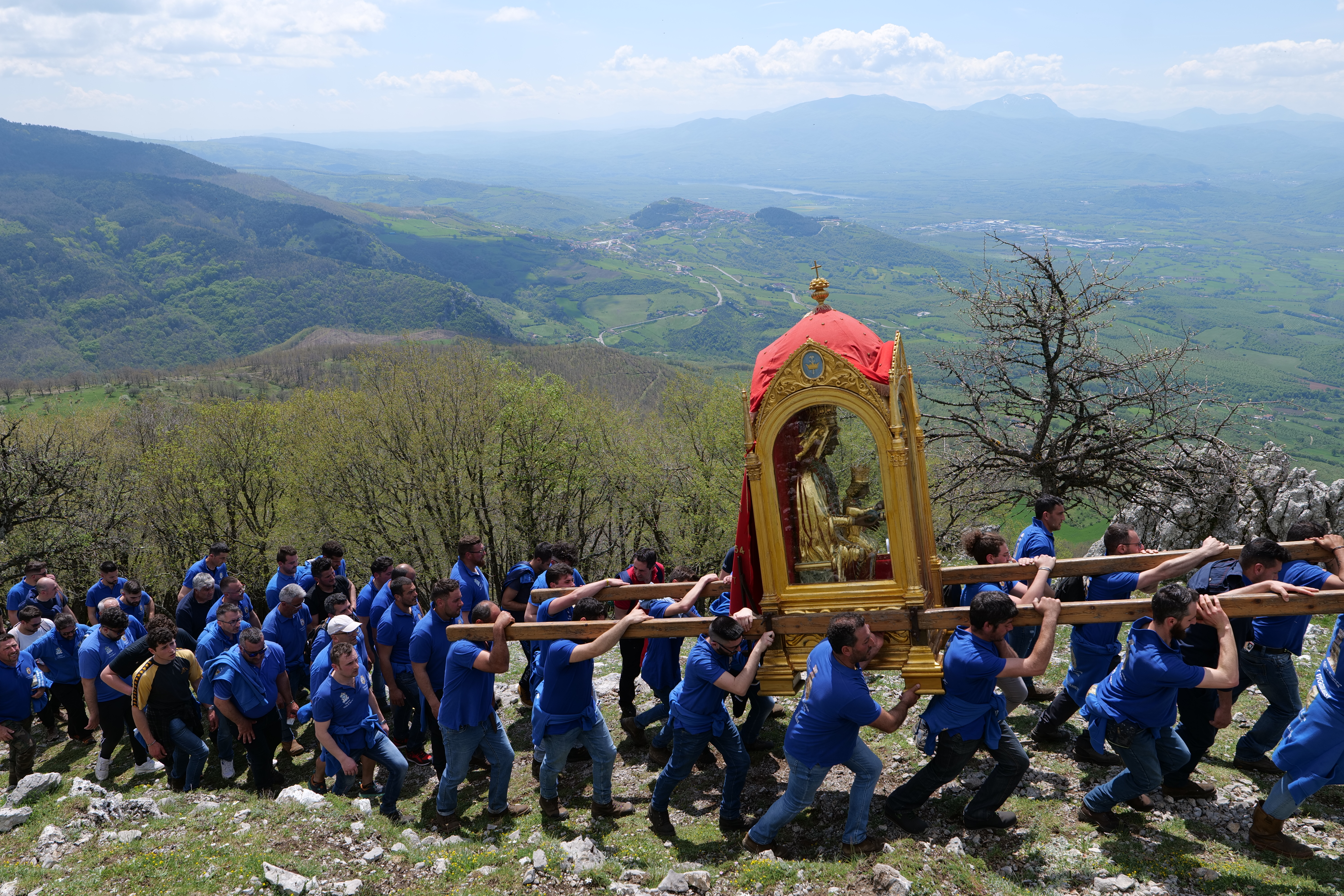
Salita della Madonna Nera sul Sacro Monte di Viggiano

La Madonna di Viggiano è una statua in legno d'ulivo interamente dorata eccetto nel volto, raffigurante una Madonna in costume greco con in grembo un bambinello.
Originariamente custodita in Santa Maria del Deposito, chiesa forse quattrocentesca che sorgeva dietro alla chiesa madre, è citata per la prima volta in un atto notarile del 1393.
È stata incoronata Patrona e Regina delle genti lucane da papa Giovanni Paolo II nel 1991 durante la sua visita pastorale in Basilicata.
La prima domenica di maggio, è traslata dalla chiesa madre con una processione attraverso un percorso di 12 km e circa mille metri di dislivello, fino sulla cima del sacro monte, a 1725 m s.l.m., dove ha sede il santuario, portata in spalla da gruppi di volontari a rotazione. La prima domenica di settembre la Madonna percorre il tragitto inverso con identiche modalità.

## Musica
A Viggiano è presente il Gran complesso bandistico "Viggiano, Città di Maria"

## Economia

### Petrolio
A Viggiano è presente la più grande piattaforma petrolifera dell'Europa continentale, gestita dalle multinazionali Eni e Shell: le ampie riserve di greggio rinvenute nel sottosuolo della Val d'Agri vengono estratte da 27 pozzi (20 dei quali ubicati nei confini comunali di Viggiano) e trattate nel Centro Olio Val d'Agri (COVA) ubicato nella zona industriale del fondovalle, popolata di molte altre aziende legate all'indotto petrolifero.
Lo sfruttamento petrolifero ha garantito a Viggiano cospicue royalties estrattive, rendendolo uno dei comuni più ricchi d'Italia in termini di risorse economiche. I proventi petroliferi hanno reso possibile un vasto programma di opere pubbliche, oltre allo stanziamento di elargizioni e incentivi economici di varia natura, anche a beneficio di eventi e piccole e medie imprese.
D'altro canto, varie associazioni agricole e ambientaliste sono fortemente critiche verso la gestione petrolifera, denunciando un grave impatto ambientale e nessun reale beneficio a livello economico e occupazionale.
Viggiano ospita una delle tre sedi della Fondazione Eni Enrico Mattei, assieme a Milano (sede centrale) e Venezia.

### Altri settori
Viggiano è un centro di produzione vitivinicola e lattiero-casearia; di rilievo è anche l'industria turistica, che ruota essenzialmente attorno ai due impianti sciistici ubicati nel territorio comunale e al flusso di pellegrini diretto al santuario della Madonna nera.

## Infrastrutture e trasporti
Il comune è interessato dalla Strada statale 598 di Fondo Valle d'Agri, dalla strada provinciale 276 (ex Strada statale 276 dell'Alto Agri) e dalla ex strada statale 103 di Val d'Agri.
I trasporti interurbani di Viggiano vengono svolti con autoservizi di linea gestiti da COTRAB.

## Cultura

### Musei

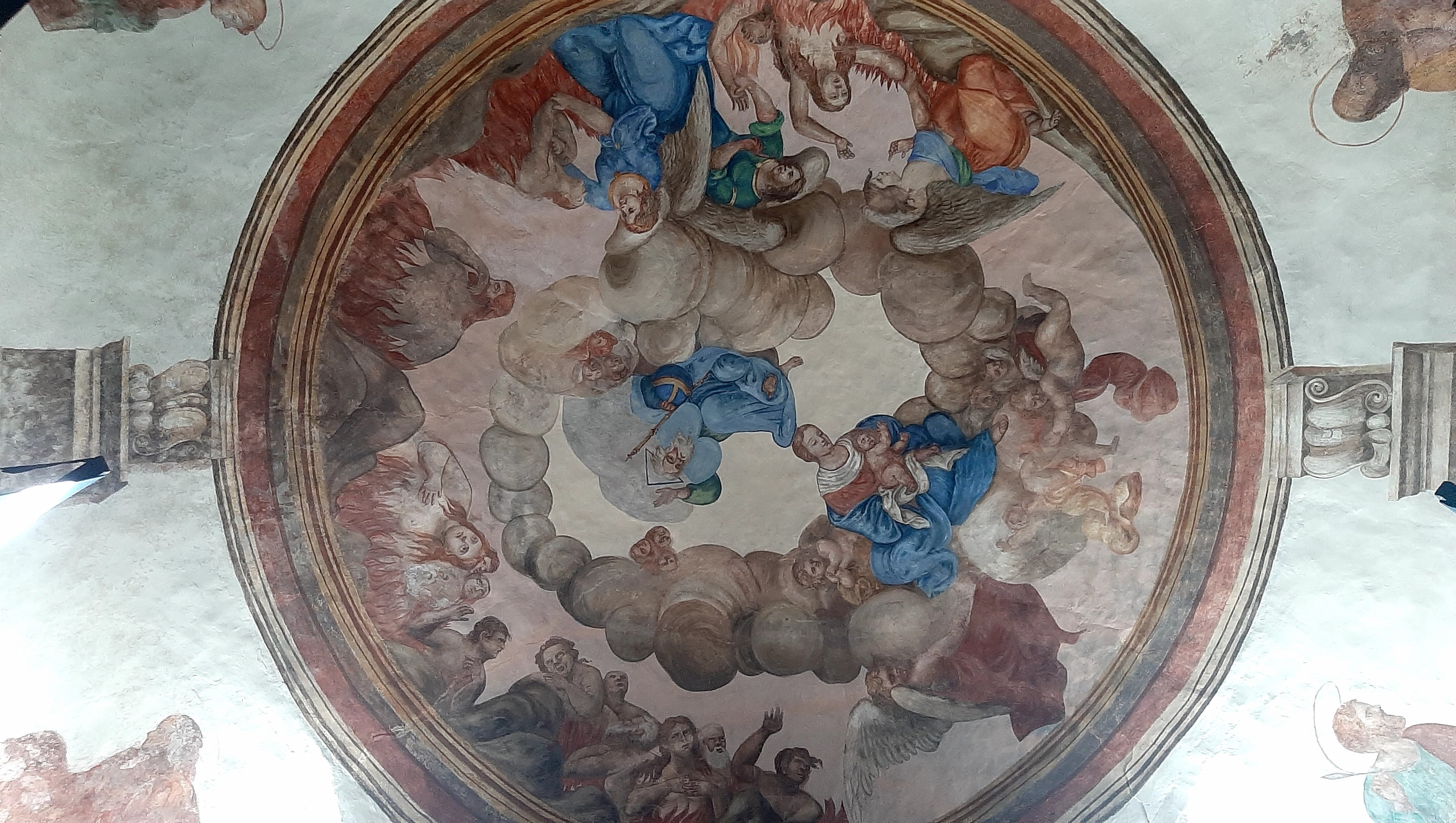
Affresco "Giudizio Universale" nella volta del teatro Miggiano

- Il museo del lupo[45], ubicato presso la fontana dei pastori, posta a 1387 m s.l.m. lungo il versante meridionale del sacro monte, ospita alcuni esemplari imbalsamati di lupo, una ricca bibliografia tematica e documentazione audiovisiva su questa specie.
- MUVIG, Il museo delle tradizioni locali[46], ospitato dal convento di Santa Maria del Gesù nel rione Sant'Angelo, ospita molti oggetti della tradizione popolare ed è distribuito su sei sale tematiche: cantina, deposito, caseificio, cucina, bottega del falegname e calzolaio.
- Teatro "Francesco Miggiano", inaugurato il 30 ottobre 2021. Un teatro da circa 90 posti, una struttura moderna su più livelli con platea e galleria, ricavati all'interno del complesso architettonico dell'ex chiesa del Morticello. Nella volta dell'ex chiesa rinvenuto un affresco "il giudizio universale" restaurato nei lavori per l'adeguamento del Teatro.

### Musica
(Pietro Paolo Parzanese)

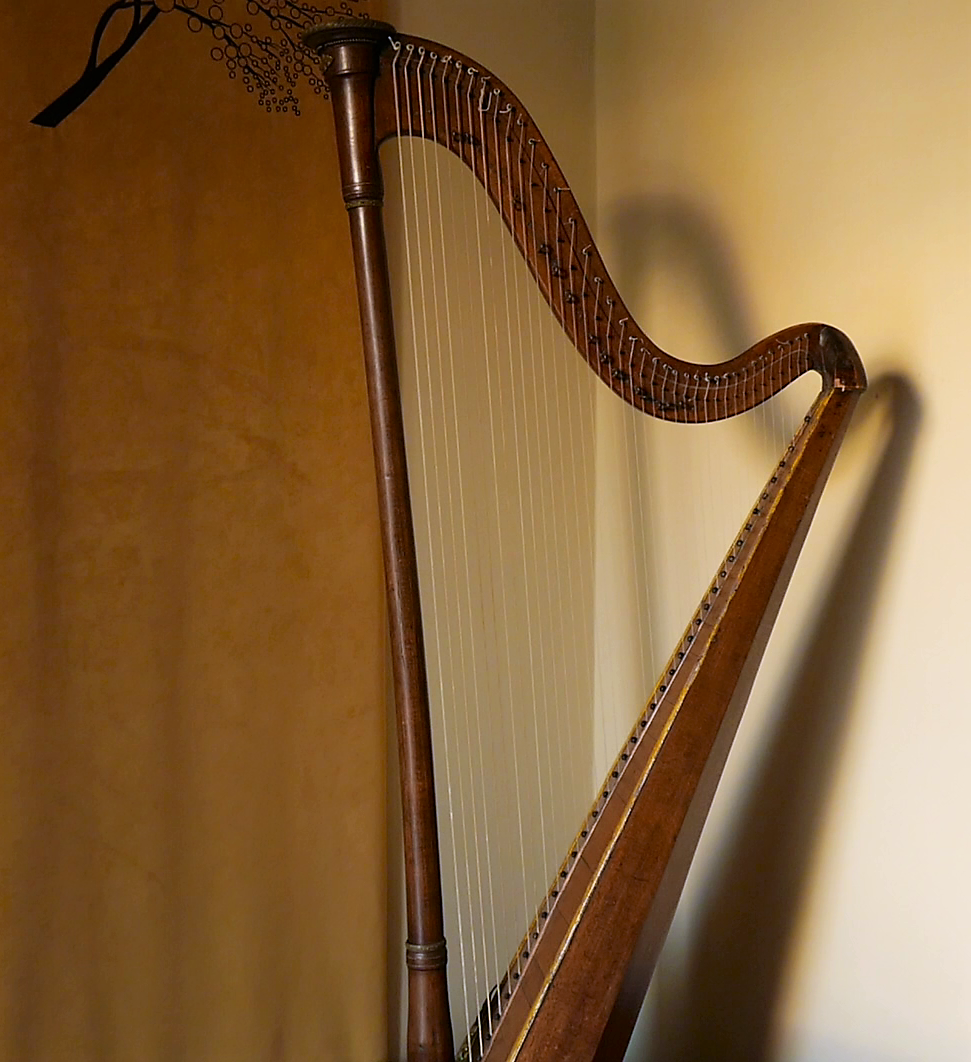
L'Arpa Viggianese all'ingresso della Villa del Marchese Sanfelice

Viggiano ha una lunga tradizione musicale sin dai tempi del Regno di Napoli. Molti viggianesi imparavano a suonare uno strumento sin dalla tenera età (principalmente arpa, violino, flauto) e partivano in giro per il mondo in cerca di un riscatto sociale che permettesse loro di accumulare un patrimonio che, una volta tornati in patria, avrebbe permesso una vita dignitosa per sé e per i propri familiari. Gran parte di quelli rimasti al di fuori dei confini nazionali riuscirono ad ottenere posizioni importanti in diverse orchestre a livello mondiale. La figura del musicista girovago viggianese è considerata una delle ispirazioni del romanzo Senza famiglia di Hector Malot (dal quale verrà tratto l'anime Remi - Le sue avventure), in cui il protagonista Remi e il suo maestro Vitalis sembrano essere ispirati al suonatore di arpa portativa proveniente dalla zona.

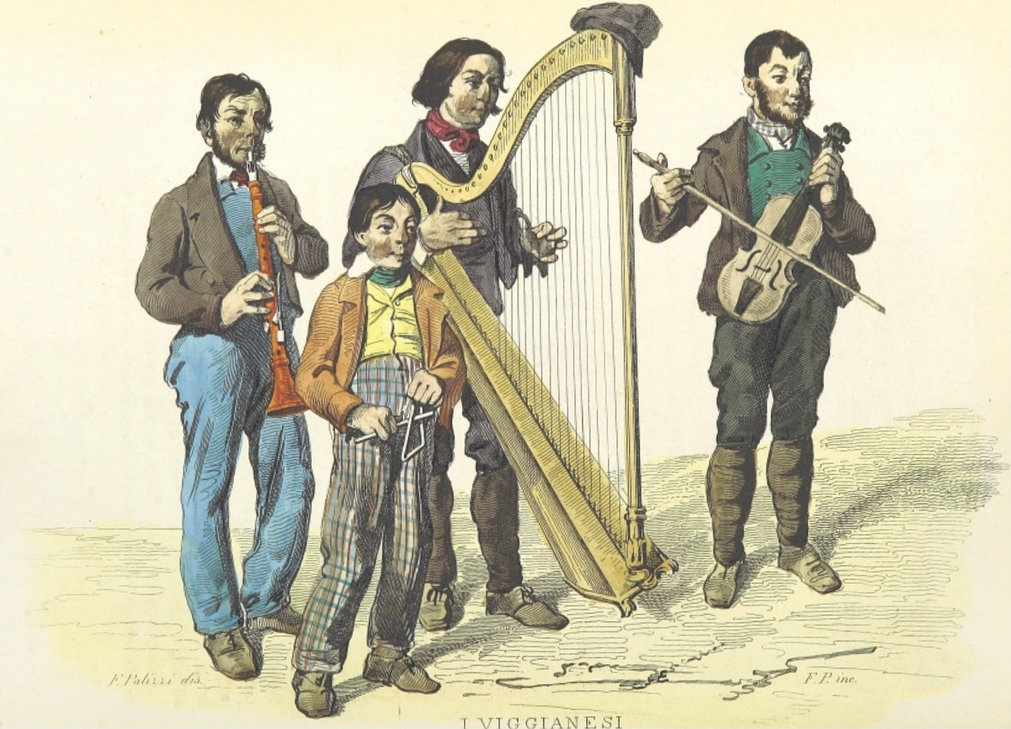
I viggianesi, illustrazione di Filippo Palizzi (1853)

Giuseppe Antonini raccolse testimonianze sulla presenza di suonatori d'arpa già nella prima metà del Settecento. Il viggianese Vincenzo Bellizia, considerato dal contemporaneo Francesco De Bourcard un «valentissimo costruttore d'arpe», fu uno dei primi artigiani a produrre arpe meccaniche nel reame partenopeo e, per i suoi meriti professionali, ricevette una medaglia d'argento dal Real Istituto di Incoraggiamento.

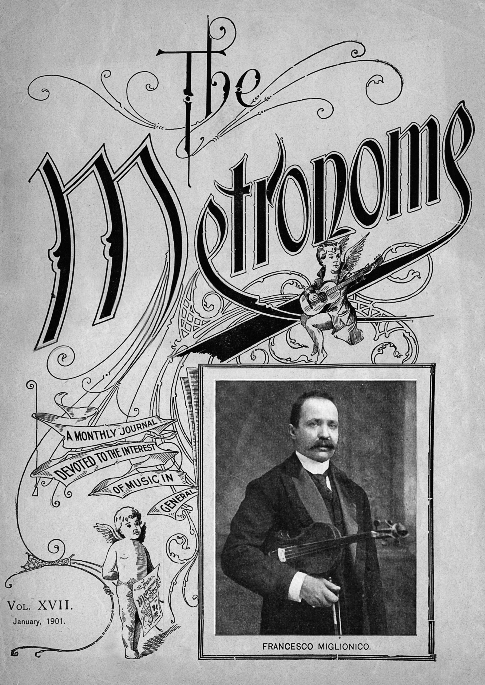
Il violinista Francesco Miglionico sulla copertina della rivista statunitense "The Metronome" (1901)

I suonatori viggianesi, che inizialmente solevano recarsi a Napoli per la novena natalizia, iniziarono a girovagare per tutta la penisola e in minima parte all'estero e la loro attività venne decantanta da alcune personalità del regno napoletano come l'erudito Lorenzo Giustiniani, i poeti Pietro Paolo Parzanese e Nicola Sole, lo scrittore Marc Monnier e il giornalista Cesare Malpica. Tuttavia, dopo i moti rivoluzionari del 1848, l'attività errante dei viggianesi subì una battuta d'arresto: i musicanti furono accusati dal governo borbonico di propaganda rivoluzionaria e ateismo, il quale vietò nuove partenze e negò il passaporto ai richiedenti. Dopo la caduta del Regno delle Due Sicilie, i suonatori viggianesi si diffusero particolarmente nelle maggiori città d'Europa, Stati Uniti, Sud America e Australia. I viggianesi Pietro Marsicano e Teresa Nigro, trisnonni di Billie Joe Armstrong, leader dei Green Day, figurerebbero tra i musicisti che si stabilirono negli Stati Uniti a metà ottocento, e la sua prima insegnante di musica, Marie Louise Fiatarone, discende anche da una famiglia originaria del comune lucano.
In Brasile emigrò Giuseppe Croccia, flautista, anarchico e massone, nonché nonno di Mario Lago, attore e cantante molto popolare in patria. Diverse fonti riferiscono di musicanti incontrati anche in Cuba, Turchia, India, Cina..
Ciononostante la loro reputazione cambiò poco con l'unità d'Italia, poiché la loro presenza nelle maggiori capitali del mondo era vista come un oltraggio all'onore della Patria. I musicanti basilicatesi ricevettero accuse di sfruttamento minorile e non mancarono casi di arresto e espulsione per vagabondaggio e mendicità, ad esempio in Inghilterra e Francia. In ossequio alle teorie lombrosiane dell'epoca (poi considerate infondate), i suonatori viggianesi erano visti come degenerati dediti all'ozio e con una spiccata propensione al furto, al gioco ed all'alcool, come ebbe a dire Raniero Paulucci di Calboli nella sua opera I girovaghi italiani e i suonatori ambulanti.
Nel 1876 nacque il giornale "L'arpa viggianese", fondato e diretto da Giuseppe Catalano, insegnante delle scuole comunali di Viggiano, con lo scopo di istruire ed educare, oltre a restituire la rettitudine morale e politica dei musicanti. Tuttavia il giornale ebbe breve vita e ne furono pubblicati solamente cinque numeri. La tradizione musicale viggianese non lasciò indifferente anche Giovanni Pascoli, quando nel 1884 il poeta venne nominato commissario d'esame presso il locale Convitto-Ginnasio "Silvio Pellico", e ricordò in una lettera indirizzata a Giosuè Carducci la presenza di «arpeggiamenti per tutto, che fanno di Viggiano l'Antissa della Lucania».

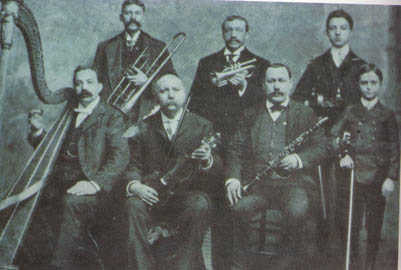
Musicisti viggianesi a Chicago (1909)

Col passare degli anni, i viggianesi si trasformarono da musicanti di strada a musicisti professionisti che ricoprirono ruoli autorevoli nel panorama musicale mondiale. Tra questi vi sono Leonardo De Lorenzo, flautista di numerose orchestre sinfoniche e docente presso la Eastman School of Music di Rochester; Francesco Miglionico, violinista presso la corte di Pietro II, imperatore del Brasile, e direttore di alcune orchestre statunitensi come la sua "Miglionico's Orchestra" e la "Florida East Coast System", definito da un cronista del The New York Times come uno dei migliori violinisti d'America del suo tempo; e Nicola Reale, violinista e liutaio attivo presso lo Smithsonian Institution di Washington che regalò un violino di sua fabbricazione al presidente degli Stati Uniti Richard Nixon.

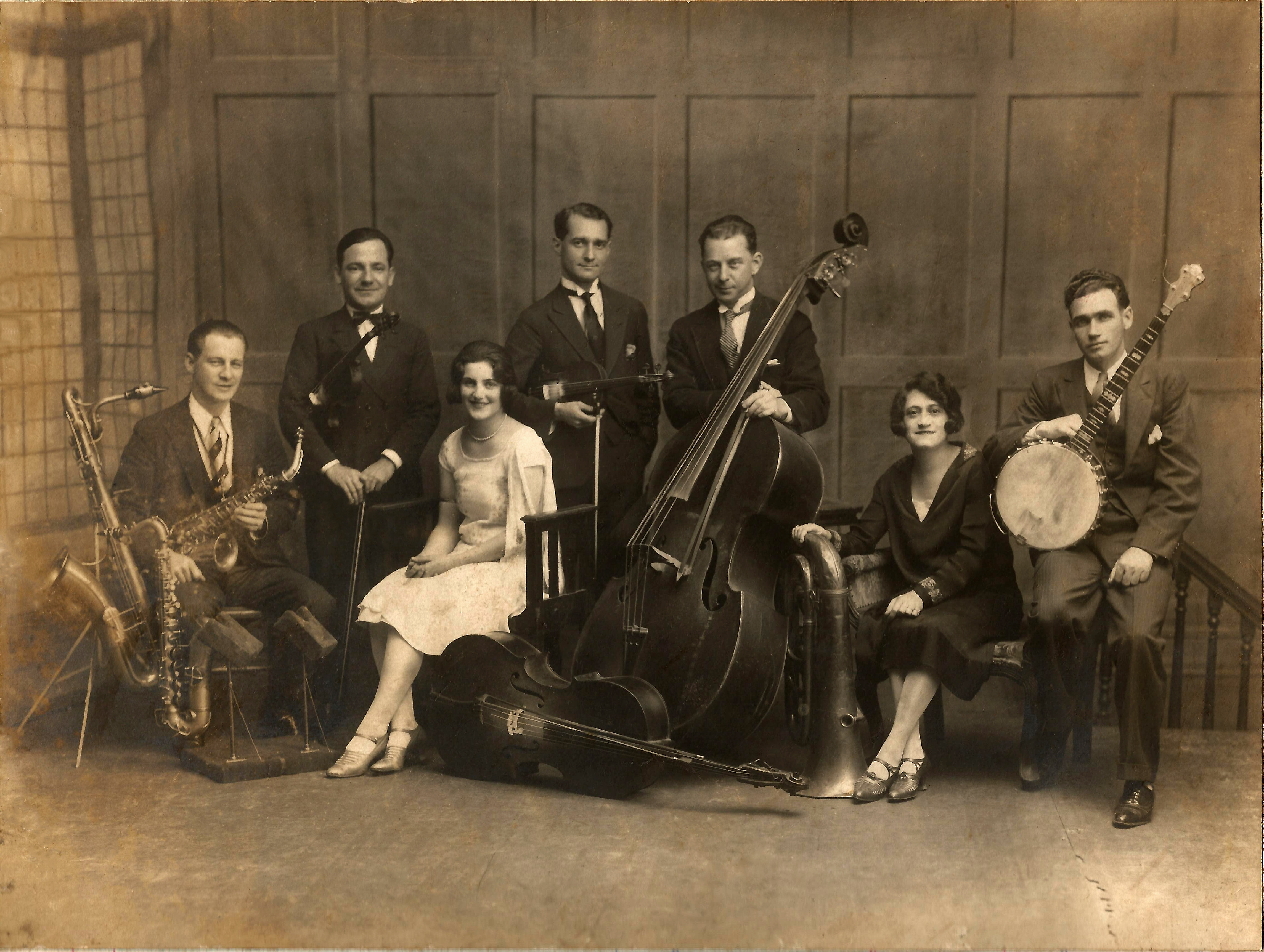
L'orchestra del violinista viggianese Francesco Ferramosca (al centro) a Città del Capo nel 1925

Tra gli altri viggianesi che hanno trovato una collocazione di rilievo a livello internazionale sono da menzionare flautisti come Nicola Alberti, solista nell'Orchestra Sinfonica di Los Angeles; Angelo Truda, insegnante e 1° flauto della Exhibition Orchestra di Wellington; Domenico Lamacchia, 1° flauto della Main Tivoli Orchestra di Sydney; Balilla Argentieri, 1° flauto all'Orchestra Sinfonica di New York; Giuseppe Messina, 1° flauto dell'Orchestra Sinfonica di St. Louis. Arpisti come Domenico Melillo del Metropolitan di New York; Prospero Miraglia dell'Opera di Chicago e della Washington Symphony; Giuseppe Pizzo dell'Orchestra Sinfonica di Baltimora; Saverio Truda solista dell'Orchestra di Brighton. Violinisti come Antonio Gerardi, 1° violino alla Filarmonica di New York; Saverio Messina, 1° violino alla Boston Symphony; Rocco Candela, insegnante al Conservatorio di Parigi; Francesco Ferramosca, direttore d'orchestra e violinista, Johannesburg e Città del Capo, Sudafrica.
La tradizione delle Arpe locali rivive nella Scuola dell'Arpa Popolare Viggianese. Una delle aziende leader mondiali nella costruzione di arpe, la Salvi Harps, appartiene ad una storica famiglia di origini viggianesi, dalla quale si sono distinte personalità come Victor Salvi, fondatore dell'azienda, e suo fratello Alberto, arpista per 20 anni al Metropolitan di New York e definito da Nicanor Zabaleta come «il più grande arpista di tutti i tempi». Sull'arpa viggianese venne girata la docufiction Alma Story (2010), diretta da Gerardo Lamattina e con Moni Ovadia come protagonista. Riproduzioni dei suonatori di strada viggianesi sono esposte nel presepe del Museo di San Martino a Napoli.

### Cucina

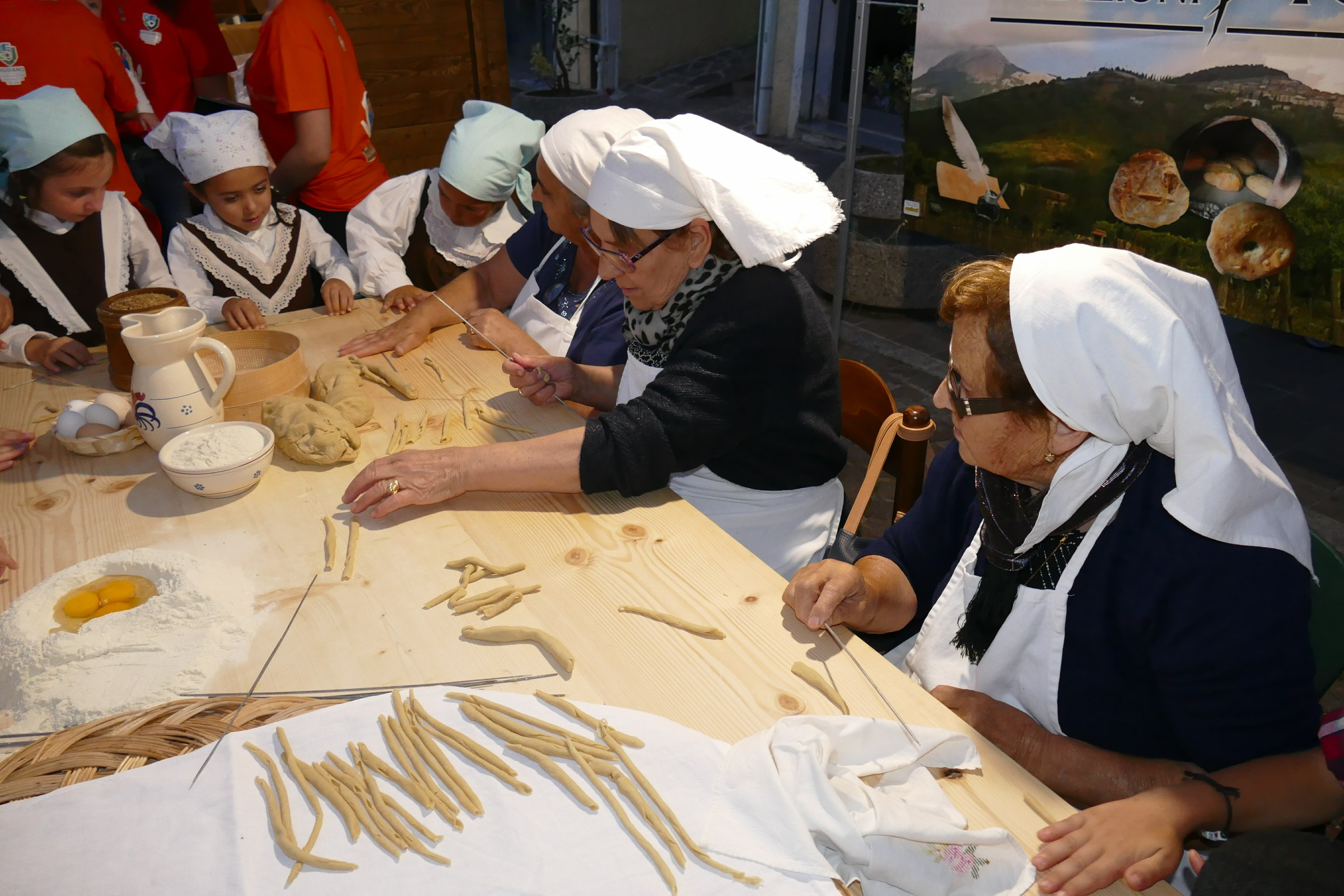
Festa del ferricello a Viggiano

I maccheroni al ferretto (noti a Viggiano come ferricelli, in dialetto firrecidde) sono una tipologia di pasta molto diffusa a livello locale. Condimenti più usati sono ragù di salame pezzente e rafano oppure mollica fritta, peperone crusco e/o noci. Il ferricello viggianese è tutelato da un disciplinare dal 2017 e si fregia dei marchi De.C.O. (denominazione comunale d'origine) e PAT (prodotto agroalimentare tradizionale) della Basilicata.
Altri piatti tipici sono le patatelle, polpette di patate con formaggio pecorino e condite con brodo di pollo, e la rafanata, frittata al forno aromatizzata al rafano e pecorino con ingredienti aggiuntivi come patate, pezzente o soppressata.

### Eventi
- Rassegna dell'Arpa viggianese -  organizzata in più giornate nei primi giorni d'agosto, sotto la direzione artistica di Vincenzo Zitello. Ha come fine quello di dare alla tradizione musicale, legata all'arpa popolare, la sua identità storica. L'evento ospita arpisti provenienti da diversi paesi del mondo, oltre che da varie regioni italiane.[70] Tra gli altri ospiti speciali vi sono il suonatore di cornamusa spagnolo Hevia, il cantautore Eugenio Bennato, i musicologi Roberto De Simone e Ambrogio Sparagna.[71][72]
- Viggiano Jazz Festival- attivo fin dal 1990, festival organizzato allo scopo di dare visibilità ai musicisti jazz italiani con un'attenzione particolare a quelli basilicatesi e del sud che si articola su più date distribuite lungo il mese di agosto. Al festival hanno anche partecipato musicisti italiani e internazionali come James Senese, Pippo Matino, Jason Lindner, Omer Avital, Avishai Cohen.[73]
- Festival Internazionale Leonardo De Lorenzo - un festival a cadenza biennale di musica classica per flauto nato nel 1997, che si teneva durante i mesi di luglio ed agosto. Il festival ha avuto tra i membri della giuria personalità come Jean-Pierre Rampal, Pierre-Yves Artaud, Julius Baker, Andrea Griminelli, Jindřich Feld, Gianluca Petrucci, flautista di orchestre come l'Angelicum e I Pomeriggi Musicali di Milano nonché professore emerito del Conservatorio di Santa Cecilia di Roma, Susan Milan, docente di flauto presso il Royal College of Music di Londra.[74] Si tenne per nove edizioni, l'ultima nel 2013.

## Sport

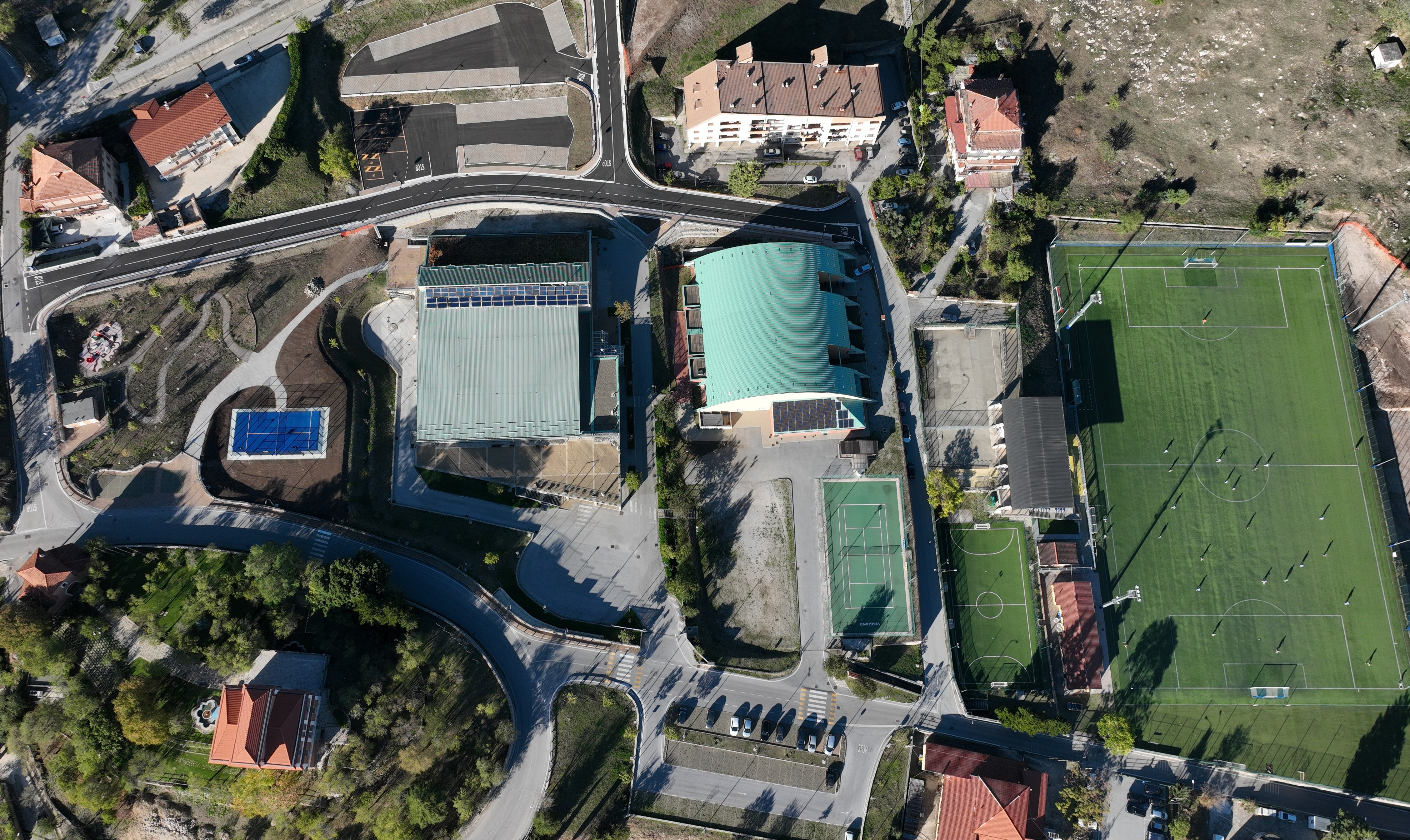
La Cittadella dello Sport

Nel 2014 Viggiano è stata sede di arrivo della quinta tappa del 97º Giro d'Italia, vinta da Diego Ulissi; nel 2022 vi è invece transitata la 7ª tappa della "corsa rosa".
La società di calcio locale è la ASD Viggiano, maschile e femminile: entrambe le sezioni militano nelle divisioni regionali e sono altresì impegnate nei campionati provinciali delle categorie giovanili. Nel 2018 è stato inaugurato a Viggiano il secondo Centro di Formazione Tecnica della FIGC della Basilicata, presso il campo sportivo Coviello, uno dei 37 poli di eccellenza sparsi sul territorio nazionale per la formazione tecnico-sportiva dei giovani calciatori.
Vi si pratica anche il calcio a 5, nella cornice del Palavejanum, palazzo dello sport inaugurato nel 2019.
Dall'inaugurazione del parco natatorio comunale, avvenuta nel dicembre 2017, opera sul territorio la società natatoria Hydrosport, che vanta successi in ambito regionale.
La "Cittadella dello Sport" viggianese dispone anche di un campetto da calcio a 5 outdoor, di un campo da tennis e di un campo da padel.

## Amministrazione

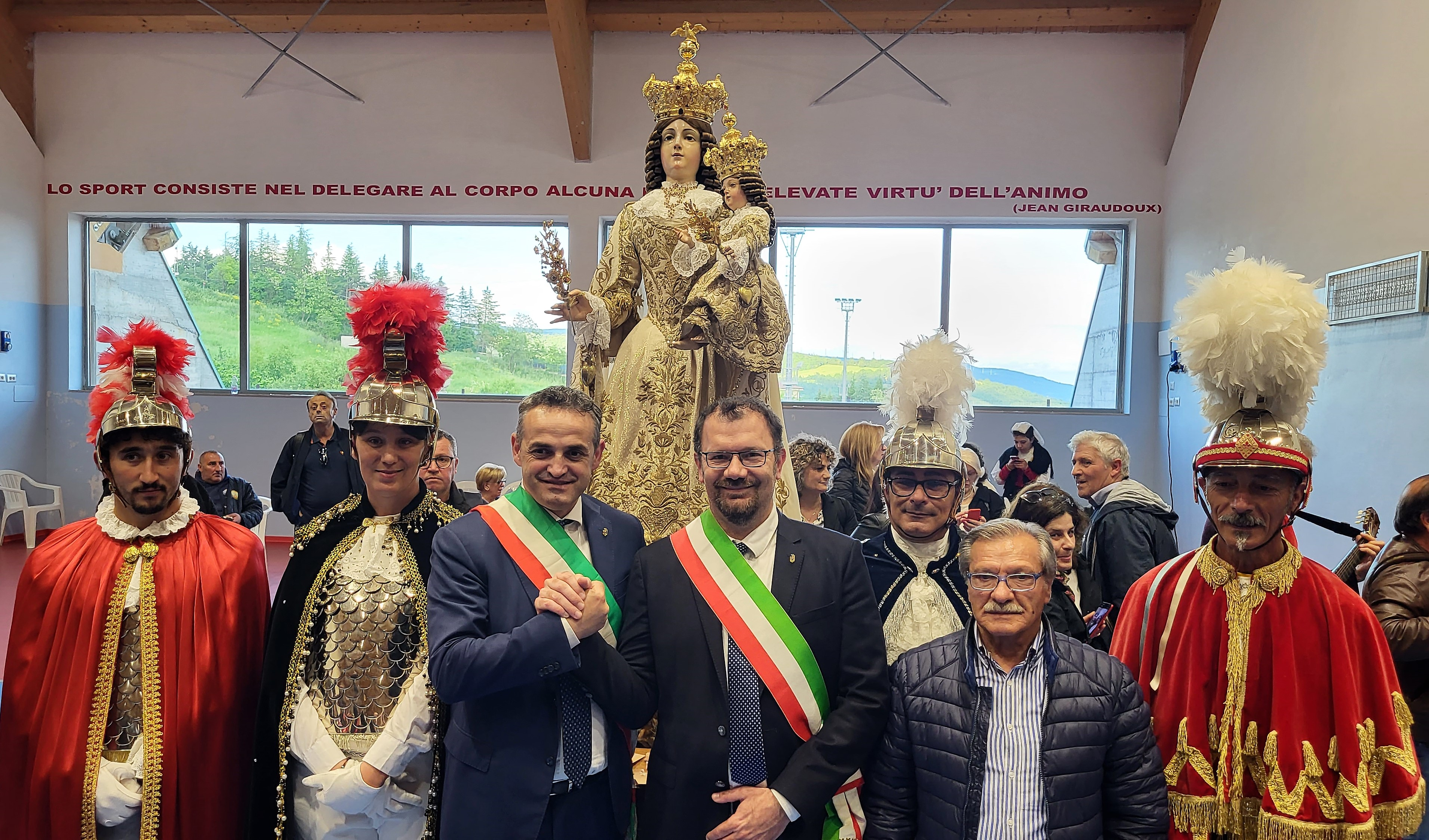
Firma del patto di amicizia Viggiano-Matera il 27 maggio 2023

### Gemellaggi
- Połaniec[76]
- Vonitsa[76]
- Étoile-sur-Rhône[76]
- Tolve[77]

Viggiano è altresì legata a Matera da un "patto di amicizia" siglato il 27 maggio 2023.